# Иностранная военная помощь Украине в российско-украинской войне

Страны, поставляющие вооружение Украине во время российского вторжения в 2022
Страны, направляющие летальную военную помощь Украине
Страны, направляющие нелетальную военную помощь Украине
Россия
Украина

Во время российско-украинской войны (как вооружённого конфликта на востоке Украины, так и вторжения России на Украину в 2022 году) рядом государств-партнёров было принято решение об оказании военно-политической помощи Украине.
В частности, с 2014 года начались поставки материально-технической и гуманитарной помощи; были направлены тренировочные миссии для подготовки кадров Вооружённых сил Украины, Национальной гвардии Украины, Государственной пограничной службы Украины и Национальной полиции Украины; помимо этого также были применены и другие формы поддержки со стороны различных стран и организаций. Только со стороны Соединённых Штатов Америки (по данным Transparency International) в помощь Украине с 2014 по 2017 год было инвестировано более 658 млн долларов.
2 марта 2022 года министр иностранных дел Украины Дмитрий Кулеба заявил, что украинская сторона собрала «международную антивоенную коалицию, которая уже насчитывает как минимум 86 государств и 15 международных организаций», из них 19 стран предоставляют оружие, 10 — макрофинансовую помощь, 22 — гуманитарную помощь; численность добровольцев из 16 стран превысила тысячу человек.
8 марта 2022 года официальный представитель Пентагона Джон Кёрби сообщил, что Украина получает оружие из 15 стран, включая США.
По данным газеты «Коммерсантъ», с начала работы администрации Джо Байдена, по состоянию на 13 марта 2022 года, общая сумма американской военной помощи Украине достигла 1,2 млрд $. По оценкам The New York Times, по состоянию на 18 марта в 2022 году общий объём военной помощи США составил 3,5 млрд $.
20 марта министр обороны США Ллойд Остин заявил: «в общей сложности помощь в сфере безопасности, которую мы предоставляем Украине, составляет более 2 млрд $».
27 марта вице-премьер — министр по вопросам реинтеграции временно оккупированных территорий Украины Ирина Верещук заявила, что украинским правительством «принято решение приравнять каски и бронежилеты к гуманитарной помощи, их можно ввозить в страну, заполнив декларацию», также, что «упрощён ввоз следующих товаров: пластин для бронежилетов, переносных радиостанций негражданского назначения, БПЛА и квадрокоптеров негражданского назначения, биноклей, оптических труб и монокуляров негражданского назначения, оптических прицелов негражданского назначения, а также тепловизоров и приборов ночного видения», для чего необходимо лишь гарантийное письмо от производителя.
После встречи Госсекретаря США Блинкена с президентом Украины Зеленский 24 апреля Вашингтон пообещал выделить Киеву ещё 713 млн долларов в качестве военной помощи. Из них 322 млн достанутся Украине, а остальные будут распределены между членами НАТО и государствами, обеспечивавшими эту страну военными поставками два последних месяца. По подсчетам BBC, общая военная помощь США Украине с 24 февраля составила 3,7 млрд долларов.
26 апреля в Германии на авиабазе Рамштайн состоялась встреча министров обороны из более чем 40 государств — союзников Украины, среди которых — страны НАТО и представители других приглашенных государств с обсуждением возможности для оказания военной помощи Украине. Результатом встречи стало создание в Штутгарте (Германия) Координационного центра поставок вооружений на Украину (см. Казармы Патча).
28 апреля Палата представителей США подавляющим числом голосов одобрила законопроект о ленд-лизе.
В конце апреля президент США Джо Байден запросил у Конгресса 33 миллиарда долларов на поддержку Украины. Позднее эта сумма была увеличена в самом Конгрессе до 40 миллиардов долларов. Из них 20 пойдут на военные нужды и укрепление обороноспособности. 11 мая законопроект одобрила Палата представителей.
Основные инициативы иностранной поддержки включают:
- Принятый на саммите в Мадриде в июне лидерами стран НАТО пакет поддержки для Украины. Он включает в себя средства на топливо; медикаменты; бронежилеты; зимнюю одежду; оборудование для противодействия минам, химическим и биологическим угрозам; а также переносные противоракетные средства[15].
- Подписанный в мае президентом Джо Байденом закон о поддержке Украины на 40 миллиардов $. Из них 8 млрд $ предназначалось на экономическую поддержку, 5 млрд $ — на решение проблемы нехватки продовольствия и более 1 млрд $ — на помощь беженцам[16].
- Программа макрофинансовой помощи ЕС, предусмотренная для стран, которые сталкиваются с кризисом платёжного баланса. В её рамках 1 февраля, перед началом войны, Европейская комиссия согласовала новую экстренную программу для Украины в размере до 1,2 млрд евро льготных кредитов[17].
- Созданный Европейским инвестиционным банком чрезвычайный кредит солидарности в размере 2 млрд евро плюс гуманитарный пакет на сумму 2,5 млн евро. Из них 1,3 млрд евро — обязательства по инфраструктурным проектам и реконструкции, которые должны быть выплачены «как только позволят условия»[17].
- Анонсированный в начале марта Международным валютным фондом кредит экстренной помощи Украине в размере 1,4 млрд $. Также в марте Всемирный банк мобилизовал для Украины экстренный пакет в размере 723 млн $, Европейский банк реконструкции и развития — пакет поддержки для Украины и соседних стран на общую сумму 2 млрд $[17].
- Инициированная председателем Европейской комиссии и премьер-министром Канады Джастином Трюдо программа «Stand Up for Ukraine», в рамках которой к концу лета было собрано 10,1 млрд евро[17].

## Военная и гуманитарная помощь до 2022 года

### Гуманитарная помощь и поставки нелетального снаряжения
30 марта 2014 года США поставило Украине 330 тыс. сухпайков.
29 июня 2014 года 77 тыс. сухпайков отправила Норвегия, а общая гуманитарная помощь на социальные программы для Украины на середину ноября 2014 составила 300 млн норвежских крон (более 44,2 млн долларов США).
7 июля 2014 Франция отправила украинской армии 1000 бронежилетов, наборы медицинской помощи. В тот же день США передали 2000 бронежилетов, 1500 наборов медицинской помощи, 1000 спальных ковриков, 3600 камуфляжных жакетов, 400 коробок марлевых бинтов и 1000 чехлов на каски.
8 августа 2014 Канада отправила на для нужд ВСУ 32 тонны гуманитарной помощи (шлемы, бронежилеты, баллистические очки, медицинские аптечки, спальные мешки, палатки) на общую сумму 5 млн канадских долларов (4,5 млн $).
26 августа 2014 года Польша отправила 320 тонн гуманитарной помощи (пищевые продукты с продленным сроком годности, матрасы, одеяла и постельные принадлежности).
2 сентября 2014 года Литва передала Украине 6 тонн гуманитарной помощи (4600 сухих пайков, хирургические халаты, медикаменты и медицинское оборудование).
4 сентября 2014 года Япония отправила Украине гуманитарную помощь для кардиологических больниц на сумму 2,6 миллиона гривен.
10 октября 2014 года Германия отправила на Украину гуманитарную помощь на 12 млн долларов. В её состав вошли: мобильные домики, полевые кухни, радиаторы, электрогенераторы, баки для горючего и воды, зимняя одежда, одеяла, спальники и гигиенические наборы.
14 октября 2014 Дания передала ВСУ 15 авиационных GPS-навигаторов.
14 декабря 2014 Польша отправила для ВСУ 389 бинтов и 340 жгутов.
22 декабря 2014 Венгрия передала Украине различное гуманитарное снаряжение: медицинские защитные очки, халаты, одноразовые резиновые перчатки, одеяла, пищевые продукты, а также медицинские средства: наборы для капельниц, шприцы, пакеты для забора мочи, катетеры и вспомогательные расходники.
18 января 2015 года Австралия отправила ВСУ зимнюю обувь, шапки и шарфы на общую сумму 2 млн 300 тыс. долларов США.
17 февраля 2015 Германия передала ГСЧС Украины 50 миноискателей.
15 июня 2015 года Евросоюз поставил Украине 142 внедорожника, 51 микроавтобус, 142 тепловизора и 36 защищенных ноутбуков, всего на сумму 7 млн €.

### Поставки военной техники

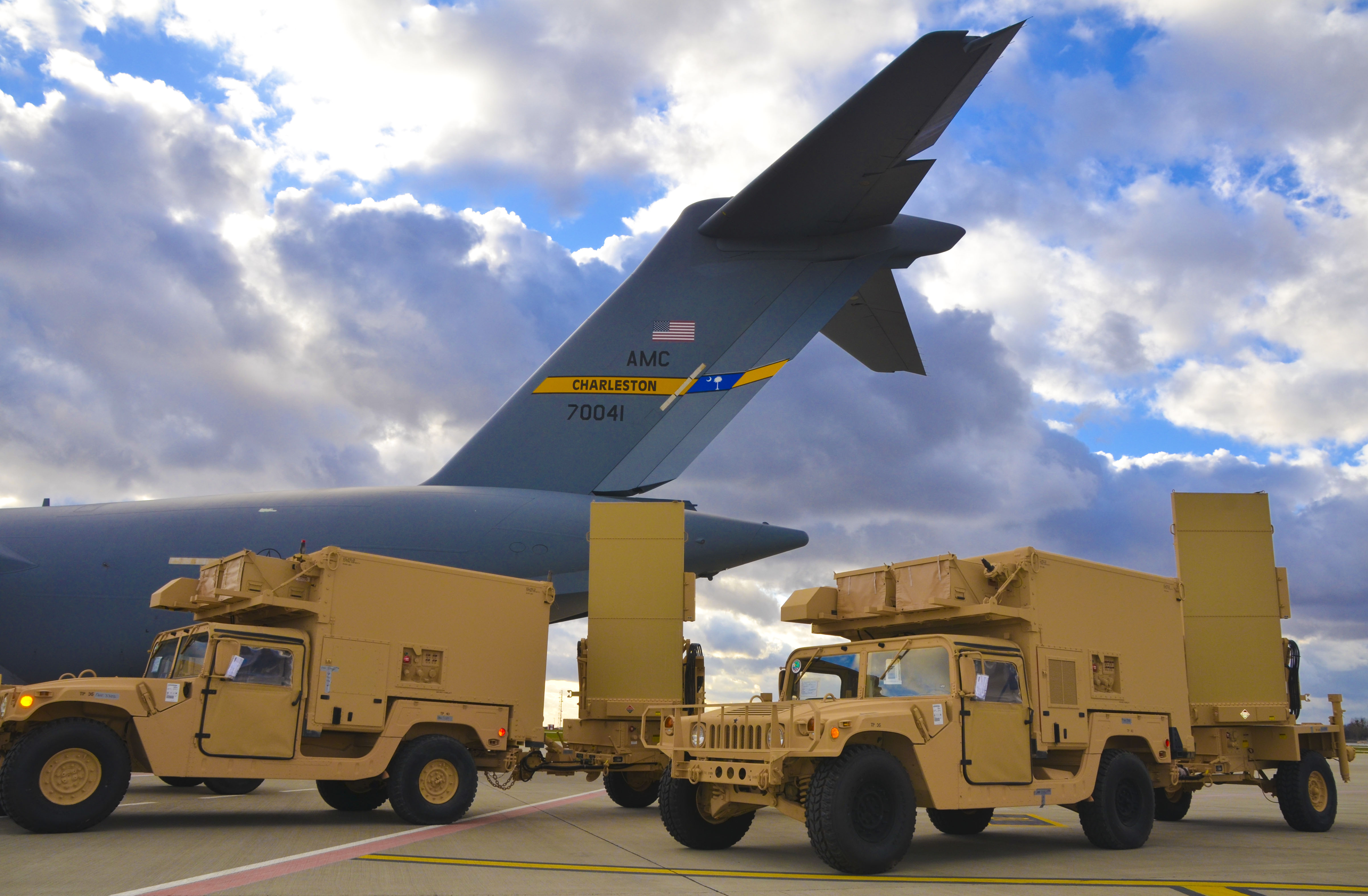
Церемония передачи Соединёнными Штатами Америки Украине двух РЛС контрбатарейной борьбы AN/TPQ-36. 14 ноября 2015 года, Львов, Украина

20 декабря 2014 года власти США отправили ВСУ 35 бронированных внедорожников Volkswagen Amarok и Toyota Land Cruiser 200, а также 2300 комплектов униформы.
1 апреля 2015 США отправили Украине 17 бронированных автомобилей Ford Ranger.
19 июня 2015 года США передали для ВМС Украины 5 катеров «Willard» Sea Force 730 и Sea Force 11M.
18 июля 2015 США передали ВСУ 100 бронеавтомобилей HMMWV.
27 августа 2016 года США передали на нужды ВСУ 5 автомобилей скорой помощи HMMWV M997A2. 6 декабря 2017 года было отправлено ещё 40.
В январе 2021 Латвия передала Украине 7 санитарных автомобилей Land Rover Defender.
В феврале 2021 США отправили на Украину 84 жесткокорпусные надувные лодки типа RHIB и RIB.

### Поставки летальных вооружений
По состоянию на 2016 год единственным государством, поставлявшим в рамках помощи элементы летальных вооружений, являлась Литва. Так, 24 ноября 2014 года Президент Украины Пётр Порошенко заявил про достижение договорённости с Литвой «о конкретных поставках конкретных элементов вооружения для украинских Вооружённых сил», а 5 января 2015 года их передачу подтвердил министр обороны Литвы Юозас Олекас, однако точный состав поставок назван не был. Следующая поставка, произведённая впервые с 2014 года, была осуществлена 2 сентября 2016 года — согласно заявлению спикера генштаба Литвы, Украине было передано около 150 тонн боеприпасов (в основном патроны калибра 5,45 × 39 мм). Данные боеприпасы находились на вооружении Литовской армии до её перехода на стандарты НАТО, их перевозку на территорию Украины осуществила литовская армия, однако транспортные расходы покрыла украинская сторона. В дальнейшем, по данным ООН, до окончания 2016 года Литва поставила Украине 60 пулемётов КПВТ и 86 пулемётов ДШК. В ноябре 2017 года, согласно заявлению Министерства обороны Литвы, данное государство передало Украине партию вооружений общей стоимостью в 2 млн евро (основные составляющие — 7000 автоматов Калашникова и патроны к ним, 80 пулемётов, несколько десятков миномётов и противотанковых орудий, ранее состоявших на вооружении Литовской армии).
5 сентября 2014 года сенатор США Джон Маккейн обвинил администрацию Барака Обамы в несоблюдении Будапештского меморандума, согласно которому США согласились гарантировать суверенитет и территориальную целостность Украины в обмен на её отказ от ядерного оружия. Кроме того, американский сенатор выразил уверенность, что Путин продолжит агрессию по отношению к Украине.
22 ноября 2014 года представитель Пентагона, полковник Стив Уоррен заявил, что военное ведомство США поставило на Украину три легких системы по противодействию миномётному огню. Всего Украине должно быть предоставлено 20 партий таких систем. Уоррен подчеркнул, что США не налагает ограничений по использованию американского вооружения для борьбы в зоне АТО. Радарные системы были предоставлены Украине бесплатно, в рамках пакета невозвратной помощи от США в размере 118 миллионов $.
23 января 2015 года сенатор США Джон Маккейн в очередной раз призвал президента США Барака Обаму предоставить Украине летальное оружие.
За время первого президентства Дональда Трампа американская военная помощь постоянно росла, достигая более 800 миллионов долларов. Украина наконец-то начала получать от США летальное вооружение, в том числе «Джавелины» с 2018 года. Американские военные инструкторы постоянно проводят учения украинских войск на Яворовском и Широколановском полигонах.

## Военная и гуманитарная помощь с 2022 года

### Австралия
20 марта министр иностранных дел Австралии Марис Пейн, подводя итоги переговоров премьер-министра Австралии Скотта Моррисона и министра обороны Австралии Питера Даттона с премьер-министром Украины Денисом Шмыгалём и министром обороны Украины Алексеем Резниковым, заявила, что «Министерство обороны [Австралии] направит 21 млн австралийских долларов (15,6 млн $) на оказание военной помощи ВС Украины, после чего общий объём нашей программы финансирования вооружений для этой страны вырастет до 91 млн австралийских долларов (67,6 млн $)», уточнив, что часть помощи составит направление очередного финансового пакета в одну из стран НАТО, где будет произведена закупка вооружений для ВСУ.
8 апреля посол Украины в Австралии Василий Мирошниченко сообщил, что Австралия передала Украине 20 бронетранспортёров Bushmaster.
27 апреля правительство Австралии объявило о доставке военной помощи на сумму 26,7 миллиона долларов, включающей шесть 155-мм гаубиц M777 и боеприпасы к ним. В общей сложности Австралия предоставила 225 миллионов долларов военной помощи и 65 миллионов долларов гуманитарной помощи.
3 июля премьер-министр Австралии Энтони Албенизи сообщил о дополнительном пакете военной помощи Украине на 100 миллионов долларов. Новые поставки будут включать 14 БТР M113, 20 бронетранспортёров Bushmaster, также будет предоставлено дополнительное военное оборудование, беспилотники и другая техника.
26 октября Австралия анонсировала передачу ещё 30 бронетранспортёров Bushmaster, а в январе — контингент из 70 инструкторов Австралийских сил обороны (ADF) присоединится к многонациональной программе подготовки украинских военнослужащих в Великобритании.

### Болгария
10 декабря 2022 года парламент Болгарии одобрил отправку на Украину первого транша военной помощи. Полный список засекречен, но Болгария заявила, что в основном это легкое вооружение, боеприпасы и «технологии для защиты неба украинских городов от российских беспилотников». Ранее Болгария не отправляла вооруженной помощи на Украину напрямую, но болгарские производители оружия резко наращивали экспорт за счет заказов из других стран, большая часть из них была отправлена в Польшу — один из ключевых узлов снабжения Украины военной помощью.
Издание WELT выяснило, что Болгария тайно поставляла Украине оружие и топливо в первые месяцы вторжения. Украина получала от Болгарии около 30 % необходимых ей боеприпасов советского образца и до 40 % дизельного топлива. Дизель производили из российской нефти на НПЗ, принадлежащем «дочке» ЛУКОЙЛа. Поставки организовали через зарубежные компании-посредники, за оружие платили США и Великобритания.
В декабре 2023 года парламент Болгарии одобрил поставку Украине 100 БТР, переносных зенитно-ракетных комплексов, зенитных ракет, а также помощь с обучением украинских пилотов на F-16.

### Германия
В январе 2022 года Германия исключила отправку оружия на Украину и заблокировала отправку Эстонией гаубиц немецкого производства посредством контроля за экспортом оружия немецкого производства, позже объявив, что отправляет на Украину 5 тыс. касок и полевой госпиталь. 26 февраля Германия полностью изменила свою позицию и удовлетворила запрос Нидерландов на отправку на Украину 400 реактивных гранатомётов, а также 500 ракет «Стингер» и 1 тыс. противотанковых средств из собственных запасов.
27 февраля Германия одобрила передачу 9 гаубиц Д-30 из Эстонии, сообщает кабмин Германии.
23 марта, по данным DPA, министерство обороны Германии готовится отправить на Украину в качестве военной помощи 2 тыс. ручных гранатомётов.
25 марта DPA сообщило, что Германия поставила Украине 1,5 тысячи переносных зенитных ракетных комплексов «Стрела», 100 пулемётов MG3, 8 млн патронов для пистолетов, а также 350 тыс. продуктовых пайков, 50 медицинских транспортных средств и медицинские материалы.
26 апреля немецкий концерн Rheinmetall запросил у правительства ФРГ разрешение на продажу Украине 20 танков Leopard 2, сообщает Handelsblatt.
Ранее Rheinmetall изъявил желание передать украинской стороне 88 танков Leopard 1А5, 100 БМП Marder, а также гаубицы PzH 2000. Заявка рассматривается Федеральным советом безопасности.
26 апреля министр обороны ФРГ Кристина Ламбрехт сообщила о решении передать Украине до 50 единиц ЗСУ Gepard.
3 мая газета Die Welt сообщает, что Германия готова передать 7 гаубиц PzH 2000, снятых с хранения.
1 июня Олаф Шольц, выступая в бундестаге, сообщил, что Германия планирует передать Украине современную систему ПВО IRIS-T.
21 июня правительство Германии впервые обнародовало перечень военной поддержки Украине. В него входят поставки со складов вооруженных сил Германии, а также продукция немецкой оружейной промышленности, финансируемые в рамках инициативы правительства ФРГ по предоставлению помощи для обеспечения безопасности иностранных партнёров. В списке вооружений, передача которых в настоящее время осуществляется или готовится, указаны, в частности, РЛС COBRA, 3 РСЗО M270 MLRS (версия MARS2) с боезапасом, 7 САУ PzH 2000, 30 ЗСУ Gepard, а также 54 бронетранспортёра M113. Кроме того, Германия ведет переговоры со странами из Центральной и Восточной Европы, у которых все ещё есть вооружения и техника из стран — бывших участниц Организации Варшавского договора. Они доставляют эту технику на Украину, а взамен получают системы вооружения с немецких складов, говорится в сообщении пресс-службы немецкого правительства.
11 сентября члены правящей коалиции Германии выступили за немедленную поддержку украинского контрнаступления поставками тяжелой военной техники. Депутаты призывают адаптировать поставки оружия к новым реалиям. Германия должна немедленно внести свой вклад в успехи Украины и поставить бронированные машины, боевые машины пехоты Marder и танки Leopard 2, заявила глава комитета Бундестага по обороне Мари-Агнес Штрак-Циммерман. Эксперт по вопросам обороны и безопасности партии Союз 90 / Зелёные Агнешка Бруггер также выступила в бундестаге за увеличение поставок вооружений, особенно в областях противовоздушной обороны, артиллерии и бронетехники.
15 сентября Министр обороны Германии Кристина Ламбрехт анонсировала новый пакет военной помощи Украине, включающий две дополнительные реактивные системы залпового огня M270 MLRS (версия MARS2) и боекомплект из 200 ракет GMLRS к ним, 4 САУ PzH 2000, а также 50 бронетранспортёров Dingo ATF. Таким образом, впервые с начала полномасштабного вторжения России правительство Германии одобрило поставку Украине бронетехники немецкого производства.
После начала массированных ракетных обстрелов достигнута договоренность о поставке на Украину батареи IRIS-T SLM в составе трёх пусковых установок по 8 ракет в каждой. Радар высокой чувствительности предназначен для обнаружения низколетящих крылатых ракет, таких как «Калибр». Первая батарея IRIS-T SLM прибыла на Украину 11 октября 2022 года. Ещё три батареи планируются к поставке в начале 2023 года.
18 октября правительство Германии объявило о дополнительном пакете военной помощи. Новые поставки будут включать боеприпасы, антидроновые системы, бронированные ремонтно-эвакуационные машины Bergepanzer 2, дистанционные системы разминирования, тяжелые и средние мостовые системы, а также зимнюю одежду и амуницию.
В ноябре Украина получила новый пакет помощи, включающий ракеты для системы ПВО IRIS-T, боеприпасы для РСЗО M270 MLRS, пулемёты MG3, антидроновые системы, аппараты РЭБ, разведывательные беспилотники и танковые тягачи M1070 Oshkosh.
6 января 2023 года Олаф Шольц анонсировал передачу Украине 40 боевых машин пехоты Marder и ЗРК Пэтриот.
25 января 2023 года правительство Германии анонсировало поставку Украине роты (14 единиц) танков Leopard 2А6, а также дало разрешение на поставку (реэкспорт) танков Leopard 2 из других стран.
7 февраля 2023 года Федеральный совет безопасности Германии одобрил поставку Украине 178 модернизированных танков Leopard 1 из промышленных запасов.
24 февраля 2023 года Германия анонсировала поставку дополнительных 4 танков Leopard 2А6 (общее число увеличилось до 18 единиц).
28 февраля 2023 года генеральный директор немецкого концерна Rheinmetall Армин Паппергер сообщил, что системы ПВО Skynex и Skyranger были отправлены на Украину.
13 мая 2023 года правительство Германии анонсировало рекордный пакет помощи для Украины на 2,7 млрд евро. Среди прочего, в него войдут дополнительные 20 БМП Marder, первая партия из 30 модернизированных танков Leopard 1А5, 18 колесных гаубиц RCH 155, 15 зенитных самоходных установок Gepard, четыре батареи ПВО IRIS-T SLM, 12 пусковых установок IRIS-T SLS и сотни управляемых ракет для этих систем, боеприпасы. Германия также окажет помощь в обнаружении позиций противника — будет передано до 200 разведывательных дронов. Кроме того, Украина получит 100 бронетранспортёров для транспортировки военнослужащих и 100 транспортных средств логистической поддержки.
11 июля 2023 года правительство Германии анонсировало пакет помощи Украины на 700 млн евро. В него вошли 40 БМП Marder, 25 танков Леопард 1A5, 5 БРЭМ Bergepanzer 2, 20000 артиллерийских и танковых снарядов.

### Эстония
8 февраля 2022 года Эстония передала ВСУ мобильный полевой госпиталь Role 2.
По состоянию на 8 апреля Эстония предоставила Украине летального оружия на сумму в 222 миллиона евро, включающего FGM-148 Javelin, противотанковые мины, стрелковое оружие, боеприпасы, средства защиты, 13 бронеавтомобилей, 50 000 полевых пайков и 9 гаубиц Д-30.
В мае Украина получила новый пакет помощи, включающий некоторое количество гаубиц FH70 и 7 бронетранспортёров Mamba APC.
18 августа правительство Эстонии анонсировало новый пакет помощи, в том числе миномёты, противотанковые средства, полевой госпиталь, а также инициировало обучение украинских военнослужащих.
13 октября премьер-министр Эстонии Кая Каллас одобрила новый пакет военной помощи Украине, включающий зимнюю одежду, снаряжение и амуницию.
19 января 2023 года правительство Эстонии решило предоставить Украине военную помощь на сумму 113 миллионов евро. Этот пакет помощи станет крупнейшим переданным страной за время полномасштабной войны, включающий десятки 155-мм и 122-мм гаубиц, тысячи снарядов и грузовиков для них, более сотни противотанковых орудий Carl-Gustav, более тысячи единиц боеприпасов к ним.

### Канада
19 февраля Канада поставила Украине различное пехотное снаряжение: снайперские винтовки, автоматические винтовки, пулемёты с оптическими средствами прицеливания, пистолеты, приборы ночного видения, наблюдение и военное снаряжение.
3 марта министр национальной обороны Канады Анита Ананд заявила, что Украине будет передано 4,5 тыс. противотанковых гранатомётов М72 LAW и около 7,5 тыс. ручных гранат, а также выделено 790 тыс. $ для закупок высокоточных спутниковых снимков.
23 апреля Канада передала Украине батарею 155 мм гаубиц M777 и высокоточные снаряды к ним, сообщает министр обороны Канады Анита Ананд.
26 апреля министр обороны Канады Анита Ананд заявила, о передаче 8 бронеавтомобилей Roshel Senator и ПТРК Carl Gustaf.
30 июня Канада объявила о доставке на Украину 39 бронированных боевых машин поддержки LAV III Kodiak и шести камер высокого разрешения для использования на украинских беспилотниках.
12 октября министр обороны Канады Анита Ананд сообщила о новом пакете военной помощи на 47 миллионов долларов. Он будет включать в себя 500 тысяч единиц зимней одежды и снаряжение, высокоточные артиллерийские снаряды и коммуникационные технологии.
14 ноября было объявлено о помощи в размере 500 миллионов канадских долларов на приобретение военного оборудования, оборудования для наблюдения, связи, топлива и медикаментов.
18 января 2023 года анонсирована передача 200 бронеавтомобилей Roshel Senator.
26 января Канада анонсировала поставку Украине 4 танков Leopard 2A4.
24 февраля премьер-министр Канады Джастин Трюдо анонсировал поставку ещё 4 танков «Леопард-2».

### США

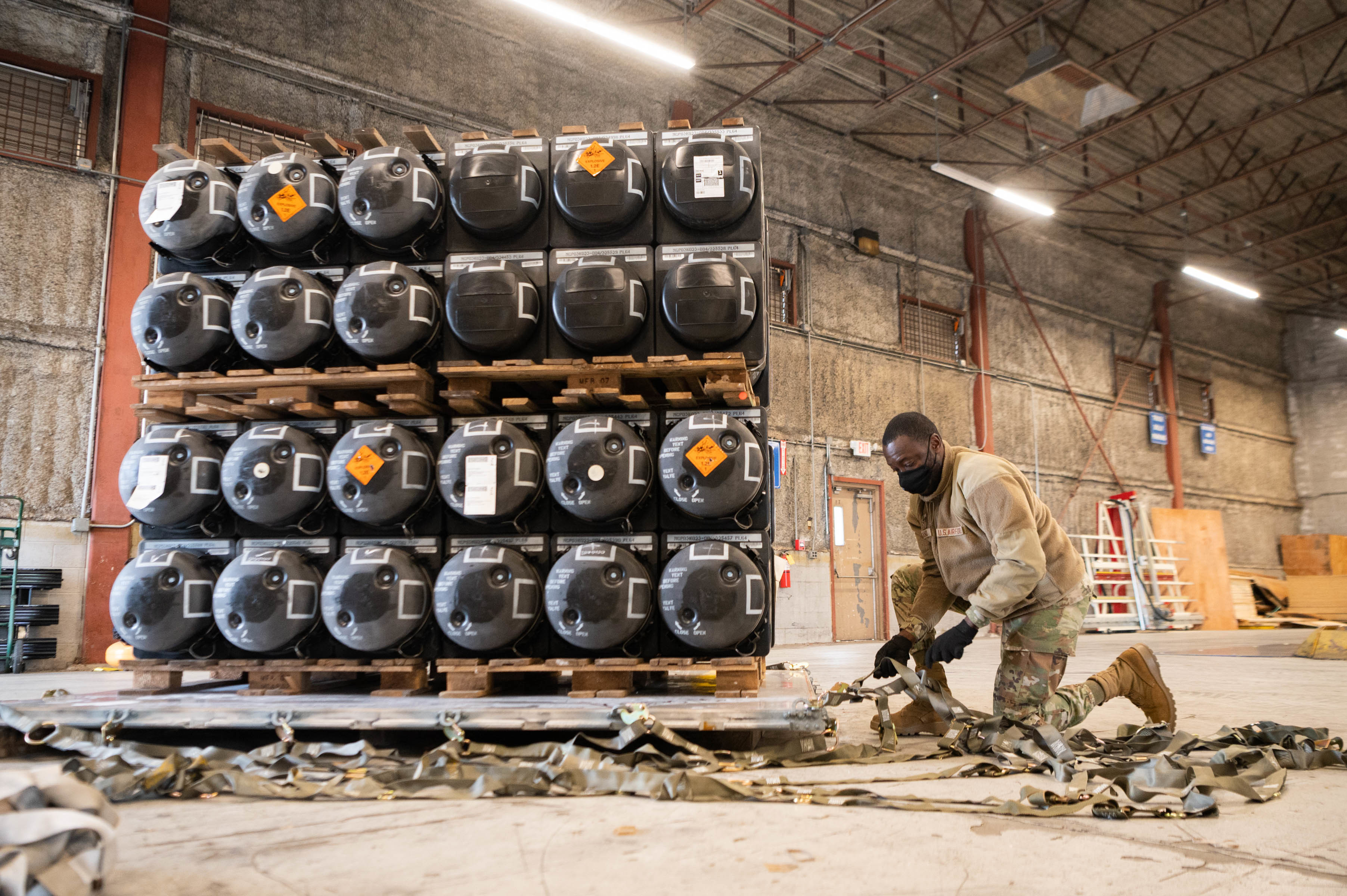
Техник 436-й эскадрильи ВВС США подготавливает FGM-148 Javelin для доставки на Украину, база ВВС Дувр, 21 января 2022 года

26 февраля государственный секретарь США Энтони Блинкен объявил, что он санкционировал выделение 350 млн $ военной помощи, включая «противотанковые и зенитные системы, стрелковое оружие и боеприпасы различного калибра, бронежилеты и сопутствующее оборудование».
По данным телекомпании NBC, в рамках принятого ранее нового пакета военной помощи Украине со стороны США объёмом до 350 млн $ 28 февраля украинской стороне было передано по меньшей мере 200 ПЗРК Stinger.
13 марта Блинкен одобрил поставку, включающую в себя средства защиты от «бронетехники, воздушно-десантных и других угроз», средства на которую были выделены из бюджета министерства обороны США. По данным агентства Reuters, этот пакет военной помощи включает в себя противотанковые и зенитные системы, а также стрелковое оружие.
15 марта телеканал CNN сообщил, что по имеющимся у него данным, президент Украины Владимир Зеленский обратился к администрации Байдена с просьбой передать Украине тяжёлое вооружение советского производства, включая боевые самолёты и зенитные ракетные комплексы С-300, а Государственный департамент США занят поиском стран, располагающих С-300 и изучением возможностей передачи их украинской стороне.
16 марта издание ТАСС сообщило, что Байден готов предоставить Украине военную помощь в размере 1 млрд $ на поставку противотанковых и противовоздушных вооружений, включая «Джавелины» и «Стингеры».
В тот же день на экстренном совещании глав оборонных ведомств стран — участников НАТО министр обороны США Ллойд Остин, министр обороны Великобритании Бен Уоллес и министр национальной обороны Канады Анита Ананд заявили, что их страны, как и другие члены НАТО, будут продолжать оказывать военную помощь Украине. В свою очередь телеканал NBC со ссылкой на двух конгрессменов США сообщил, что администрация Байдена рамках нового пакета военной помощи Украине рассматривает возможность передачи ей барражирующих ракет Switchblades. В тот же день президент США Джо Байден заявил, что Украине будет оказана дополнительная военная помощь на сумму 800 млн $. В свою очередь официальный представитель Белого дома Джен Псаки пояснила: «Мы осуществляем поставки или перевозки каждый день или каждые пару дней и, конечно, у Министерства обороны США была бы более подробная информация. Но лишь за последние две недели мы сумели успешно и эффективно передать военную помощь на 300 млн $ украинцам на местах. Мы будем прилагать усилия, чтобы продолжить быстро предоставлять технику».
20 марта министр обороны США Ллойд Остин заявил: «в общей сложности помощь в сфере безопасности, которую мы предоставляем Украине, составляет более 2 млрд $» и только «за последние две недели мы предоставили Украине военную технику на сумму более 300 млн $», а ещё «800 млн п резидент подписал совсем недавно» в качестве пакета военной помощи, добавив,:с" 2014 года на Украине «аходились наши инструкторы, вместе с некоторыми другими нашими союзниками» и США «не только предоставили технику», но украинские военнослужащие «готовы использовать эту технику по мере её отправки». Кроме того, он подтвердил готовность содействовать Словакии и странам Восточной Европы в отправке на Украину зенитных ракетных комплексов С-300, отметив,:"мы будем продолжать работать с ними и продолжать работать с другими союзниками и партнёрами, чтобы не только создать условия для предоставления такой помощи, но и работать над тем, чтобы у них [Киева] была возможность защитить своё небо в будущем".
13 апреля США заявили, что передадут Украине помощь на 800 миллионов долларов. В частности: 200 БТР M113, 11 вертолётов Ми-17, 300 БПЛА Switchblade, 500 ракет для Javelin, 10 контрбатарейных РЛС AN/TPQ-36, 18 155-мм гаубиц M777.
19 апреля Великобритания, США и Канада заявили, что передадут Украине тяжелую артиллерию. Вечером того же дня в Пентагоне заявили о поставках союзниками Украине дополнительных «платформ и комплектующих деталей», которые позволили увеличить размер украинского боевого авиапарка.
21 апреля США заявили, что передадут Украине очередную помощь на 800 миллионов долларов. В частности: 72 гаубицы калибра 155 мм M777, 72 тактических тягача MTV для гаубиц, 144 тысячи 155-мм снарядов и более 120 тактических беспилотников Phoenix Ghost.
22 апреля заместитель государственного секретаря США Виктория Нуланд заявила, что Соединённые Штаты готовят к передаче Украине реактивные системы залпового огня HIMARS и M270 MLRS, а также работают с другими союзниками по НАТО, чтобы Украина получила больше РСЗО.
2 мая Министерство обороны США сообщило о том, что было принято решение передать Киеву дополнительно 5 тысяч противотанковых ракетных комплексов Javelin.
19 мая США анонсировали новый пакет помощи на 100 млн долларов, который позволит Украине получить дополнительную артиллерию, радары и другую технику. В частности: 18 гаубиц калибра 155 мм M777, 18 тактических тягачей MTV для гаубиц, РЛС AN/TPQ-36, полевое оборудование и запчасти.
1 июня президент США заявил о выделении дополнительной военной помощи на 700 миллионов долларов. В неё вошли 4 вертолёта Ми-17, боеприпасы для 155-мм гаубиц, тысяча противотанковых ракетных комплексов Javelin, 15 тактических машин MTV, 5 РЛС AN/TPQ-36, а также неизвестное количество реактивных систем залпового огня HIMARS и боеприпасы к ним. Вашингтон заявил, что одним из условий поставок является то, что эти системы не будут использованы для удара по российской территории. Впрочем, посол США на Украине Бриджет Бринк заявила, что украинская сторона сама будет решать, на какие расстояния применять американские ракетные системы.
6 июня спикер Белого дома Карин Жан-Пьер сообщила о том, что Соединённые Штаты продолжают поставлять Украине военную помощь так быстро, как это возможно. Спикер подчеркнула, что США намерены сделать все возможное, чтобы у Украины была сильная позиция и украинцы могли защитить себя.
23 июня США анонсировали новый пакет помощи на 450 миллионов долларов, который позволит Украине получить дополнительные артиллерийские ракетные системы HIMARS, десятки тысяч боеприпасов для артиллерии 155 мм, а также патрульные корабли для защиты украинского побережья и водных путей. Об этом заявил спикер Пентагона Джон Кирби. Также в конгресс США был внесен законопроект о подготовке обучения украинских летчиков и членов экипажей на американских самолётах, включая истребители F-15, F-16 и другие воздушные платформы.
27 июня США анонсировали передачу Украине современного зенитного ракетного комплекса ПВО малого-среднего радиуса действия NASAMS.
7 июля издание Financial Times сообщило, что в Белом доме обсуждают скорейшее предоставление Украине оперативно-тактических ракет ATACMS, c возможной оговоркой, что они не будут использованы против целей на территории РФ.
22 июля Министерство обороны США объявило о предоставлении Киеву нового пакета помощи на общую сумму 270 млн долларов. Украина получит от Соединённых Штатов ещё четыре реактивных системы залпового огня HIMARS и 580 ударных и разведывательных беспилотников Phoenix Ghost. Кроме того, в новый пакет военной помощи войдут четыре командно-штабные машины, 36 тысяч снарядов, противотанковые средства, запчасти и другое оборудование. Всего с начала работы администрации Байдена США выделили Киеву уже около 8,2 млрд долларов помощи в области безопасности.
9 августа Администрация США объявила о выделении очередного транша военной помощи Украине на 1 миллиард долларов. Украинские военные получат 75 тысяч артиллерийских снарядов калибра 155 мм, миномёты и 20 тысяч снарядов к ним. Также предусматривается поставка ракет для зенитного ракетного комплекса NASAMS, 1 тысячи переносных противотанковых ракетных комплексов Javelin, нескольких сотен одноразовых противотанковых гранатометов AT4. В пакет входят и боеприпасы для реактивных систем залпового огня HIMARS, однако точное количество и тип ракет не указывается. Кроме того, планируется передать Украине 50 транспортных средств для военных медиков, взрывчатку, медицинские препараты и оборудование.
19 августа Министерство обороны США анонсировало новый пакет военной помощи на сумму 775 миллионов долларов. В рамках этого пакета Вооруженные силы Украины получат дополнительные боеприпасы для РСЗО HIMARS, шестнадцать 105-миллиметровых гаубиц и 36 тысяч артиллерийских снарядов для них, пятнадцать беспилотников-разведчиков ScanEagle, сорок бронемашин MaxxPro с противоминной защитой, противорадиолокационные ракеты AGM-88 HARM, противотанковые ракетные комплексы BGM-71 TOW, около тысячи переносных противотанковых комплексов Javelin и другие виды вооружений.
По информации Politico, в Вашингтоне «ходит все больше слухов» о том, что США, возможно, поставили на Украину больше оружия, чем официально объявлял Белый дом. Высокопоставленный источник издания в Пентагоне заявил, что США тайно передавал Киеву высокоскоростные противорадиолокационные ракеты (HARM) для уничтожения радаров, которые были описаны в официальном заявлении как «противорадиолокационные возможности». Журналистам Politico удалось ознакомиться с уведомлением администрации США Конгрессу, где, помимо перечня вооружений для Киева, сообщалось, что поставки Украине не ограничиваются данным списком. Также, по данным издания, Вашингтон включил в новый пакет военной помощи Киеву высокоточные боеприпасы M982 Excalibur, о чём Белый дом официально не сообщал.
24 августа США объявили о новой беспрецедентной военной помощи на сумму почти 3 млрд долларов, приуроченной ко Дню независимости Украины. Это крупнейший пакет для Киева за все шесть месяцев войны. Он использует средства Инициативы содействия безопасности Украины (USAI), выделенные Конгрессом. USAI позволяет администрации Байдена закупать оружие у военной промышленности, а не брать его из существующих резервов вооружений. Эти средства пойдут на финансирование контрактов на поставки дронов и других вооружений, благодаря которым Украина сможет укрепить оборону в среднесрочной и долгосрочной перспективе. Вместе с тем американское руководство рассчитывает нарастить усилия по подготовке украинских военных за пределами страны. Предыдущие поставки вооружений осуществлялись для удовлетворения неотложных военных нужд. Таким образом, размер помощи Вашингтона Киеву достиг 10,6 млрд долларов.
По сведениям Wall Street Journal, администрация Байдена решила дать название военной миссии по поддержке Украины и назначить генерала, который возглавит усилия по обучению и оказанию помощи ВСУ. Название операции формально признает усилия США в военной операции, по аналогии с операциями Пентагона в Ираке и Афганистане. Наличие названия имеет большое бюрократическое значение, поскольку обычно влечет за собой долгосрочное целевое финансирование и возможность специальной оплаты, специальных лент и наград для военнослужащих, участвующих в операции.
8 сентября президент США Джо Байден одобрил выделение очередного пакета военной помощи Киеву на 675 млн долларов. Новый пакет военной помощи, среди прочего, включает в себя 105-мм гаубицы, высокоточные реактивные снаряды GMLRS и артиллерийские боеприпасы.
16 сентября объявлен дополнительный пакет военной помощи на 600 млн долларов, который будет содержать боеприпасы для реактивных систем залпового огня HIMARS (тип ракет не указывается), 36 тысяч боеприпасов для 105-миллиметрых артиллерийских орудий, 1000 высокоточных 155-миллиметровых артиллерийских снарядов, противоартиллерийские радары, противобеспилотные воздушные системы, оборудование для разминирования, противопехотные мины M18A1 «Клеймор», стрелковое оружие и боеприпасы, а также снаряжение для холодной погоды и другое полевое оборудование.
29 сентября в Пентагоне объявили о новом пакете военной помощи на общую сумму около 1,1 млрд долларов, включающий 18 дополнительных РСЗО HIMARS и боеприпасы к ним, 150 бронированных высокомобильных машин HMMWV, 150 тактических машин для буксировки вооружения, 40 грузовиков и 80 прицепов для перевозки тяжелой техники, 20 многоцелевых радаров, противобеспилотные воздушные системы, тактические защищенные системы связи, системы наблюдения и оптику, оборудование для обезвреживания взрывоопасных предметов и другое полевое снаряжение.
4 октября США объявили о 22-м пакете военной помощи на сумму 625 млн долларов. В него вошли: 4 РСЗО HIMARS, 16 155-мм гаубиц и 16 120-мм гаубиц, 200 бронемашин MaxxPro, 1000 дистанционных противотанковых минных систем (RAAMS), боеприпасы для артиллерии, миномётов и стрелкового оружия, противопехотные мины M18A1 «Клеймор».
14 октября Министерство обороны США объявило об очередном пакете военной помощи для Украины на сумму 725 миллионов долларов, включающий дополнительные боеприпасы для РСЗО HIMARS, 23 000 155-мм артиллерийских снарядов, 5000 дистанционных противотанковых минных систем (RAAMS), 5000 противотанковых орудий, противорадиолокационные ракеты AGM-88 HARM, 200 бронированных высокомобильных машин HMMWV, стрелковое оружие и более 2 млн патронов, а также предметы медицинского назначения.
28 октября Администрация президента Джо Байдена сформировала новый пакет военной помощи для Украины на общую сумму около 275 миллионов долларов, в состав которого вошли боеприпасы для HIMARS, 500 высокоточных артиллерийских снарядов калибра 155 мм, 2000 снарядов калибра 155 мм для дистанционной противотанковой системы минирования, 125 бронемашин HMMWV, 2,75 млн боеприпасов для стрелкового оружия, а также системы военной спутниковой связи (альтернатива Starlink).
4 ноября правительство США объявило о новом пакете помощи на 400 миллионов долларов. В список вошли: системы противовоздушной обороны MIM-23 Hawk, модернизированные танки Т-72 (США оплачивают ремонт и модернизацию 45 чешских танков, ещё за 45 заплатят Нидерланды), 250 бронетранспортёров M1117, 1100 дронов Phoenix Ghost, а также 40 бронированных речных катеров.
10 ноября Министерство обороны США объявило об очередном пакете военной помощи для Украины на сумму 400 миллионов долларов, включающий ракеты для систем ПВО MIM-23 Hawk, ЗРК M1097 Avenger и ракеты FIM-92 Stinger, дополнительные боеприпасы для РСЗО HIMARS, 21 000 155-мм артиллерийских снарядов, 500 высокоточных артиллерийских боеприпасов калибра 155 мм M982 Excalibur, 10000 120-мм миномётных боеприпасов, 100 бронемашин HMMWV, 400 гранатометов, стрелковое оружие, оптика и более 20 000 000 патронов.
23 ноября Администрация США объявила о пакете помощи в размере 400 миллионов долларов, в состав которого вошли дополнительные боеприпасы для систем ПВО NASAMS, 150 крупнокалиберных пулемётов с тепловизионными прицелами для противодействия беспилотным системам, дополнительные ракеты для РСЗО HIMARS, 200 высокоточных артиллерийских боеприпасов калибра 155 мм M982 Excalibur, противорадиолокационные ракеты AGM-88 HARM, 150 бронемашин HMMWV, около 100 легких тактических машин, более 20 000 000 патронов к стрелковому оружию, генераторы, запчасти для 105-мм гаубиц и другой техники.
21 декабря в правительстве США объявили о выделении нового пакета военной помощи Украине на сумму 1 млрд долларов. В список вошли: батарея ЗРК Пэтриот (от 4 до 8 ПУ) новейшей модификации PAC-3, дополнительные боеприпасы для РСЗО HIMARS, 500 высокоточных артиллерийских боеприпасов калибра 155 мм M982 Excalibur, 10000 120-мм миномётных боеприпасов, 120 бронемашин HMMWV, 37 бронемашин Cougar, бронированные грузовики общего назначения, противорадиолокационные ракеты AGM-88 HARM, комплекты JDAM для неуправляемых бомб, более 2700 гранатометов и стрелкового оружия, противопехотные мины M18A1 «Клеймор», тактические защищенные системы связи, приборы ночного видения и военное снаряжение.
6 января 2023 года США объявили о рекордном пакете помощи на 3 млрд долларов, включающий 50 боевых машин пехоты M2 Bradley с боекомплектом (500 противотанковых ракет BGM-71 TOW и 250000 малокалиберных снарядов калибра 25 мм), 100 бронетранспортеров M113, 55 противоминных транспортных средств (бронеавтомобили MRAP), 138 армейских внедорожников HMMWV, 18 155-мм САУ M109A6 Paladin и 18 машин обеспечения боеприпасами,
70 тысяч артиллерийских снарядов, 500 высокоточных 155-мм артиллерийских снарядов, 1200 155-мм снарядов дистанционной противоброневой минной системы (RAAMS), 36 105-мм буксируемых гаубиц и 95 тысяч 105-мм артиллерийских снарядов, 10 тысяч миномётных снарядов калибра 120 мм, боеприпасы для РСЗО HIMARS, ракеты ПВО RIM-7 Sea Sparrow, 4000 неуправляемых авиационных ракет Zuni, около 2000 противотанковых ракет, снайперские винтовки, пулемёты и боеприпасы к гранатометам и стрелковому оружию, противопехотные мины M18A1 «Клеймор», приборы ночного видения и оптику.
19 января Администрация президента Джо Байдена сформировала новый пакет военной помощи для Украины на общую сумму 2,5 млрд долларов, в состав которого вошли дополнительные 59 БМП M2 Bradley с боекомплектом (590 противотанковых ракет BGM-71 TOW и 295 000 малокалиберных снарядов калибра 25 мм), 90 бронетранспортёров Stryker с 20 минными катками, 53 машины с противоминной защитой MRAP, 350 бронеавтомобилей HMMWV, 40 тактических и командно-штабных машин, ЗРК M1097 Avenger, боеприпасы для систем HIMARS и NASAMS, противорадиолокационные ракеты AGM-88 HARM, около 2000 противотанковых ракет, 20 000 артиллерийских снарядов калибра 155 мм, 600 высокоточных артиллерийских боеприпасов калибра 155 мм M982 Excalibur, 95 000 артиллерийских снарядов 105 мм, около 11 800 мин к миномётам 120 мм, свыше 3 млн патронов к стрелковому оружию, противопехотные мины M18A1 «Клеймор», запчасти и другое полевое оборудование.
25 января 2023 года президент США Джо Байден анонсировал предоставление Украине 31 танка M1 Abrams со 120-мм снарядами и другими боеприпасами, обеспечение подготовки украинских военных и персонала, а также предоставление запчастей, оборудования и комплектующих.
3 февраля 2023 года в правительстве США объявили о выделении нового пакета военной помощи Украине на сумму 2,2 млрд долларов. В список вошли: дополнительные боеприпасы для РСЗО HIMARS (включая ракеты GLSDB, которые могут поражать цели на расстоянии в 150 км), дополнительные 155-мм артиллерийские снаряды, дополнительные 120-мм миномётные снаряды, 190 крупнокалиберных пулемётов с тепловизионными прицелами и соответствующими боеприпасами для борьбы с беспилотниками, 181 машина с противоминной защитой MRAP, 250 противотанковых ракетных комплексов Javelin, 2000 противотанковых ракет, противопехотные мины M18A1 «Клеймор», системы ПВО MIM-23 Hawk, оборудование для интеграции западных радаров в украинскую систему ПВО, зенитные орудия и боеприпасы, тактические защищенные системы связи, беспилотники, амуниция и полевое снаряжение.
24 февраля 2023 года Министерство обороны США объявило о новом пакете военной помощи Украине объёмом в 2 млрд долларов. В него вошли, в частности, боеприпасы для реактивных систем залпового огня HIMARS, боеприпасы для ракетных систем с лазерным наведением, несколько типов дронов, в том числе — модернизированный камикадзе-дрон Switchblade, оружие для борьбы с российскими беспилотниками, оборудование для обнаружения средств радиоэлектронной борьбы, артиллерийские боеприпасы, а также оборудование для разминирования местности.
3 марта 2023 года Администрация США объявила о пакете помощи в размере 400 миллионов долларов, в состав которого вошли дополнительные боеприпасы для систем HIMARS, 155-мм артиллерийские снаряды, 105-мм артиллерийские снаряды, 25-мм боеприпасы, подрывные боеприпасы, контрольно-диагностическое оборудование для технического обслуживания и ремонта, запчасти, полевое оборудование и другие комплектующие.
4 апреля 2023 года США объявили о новом пакете помощи для Украины на 2,6 млрд долларов. В него вошли дополнительные боеприпасы для зенитно-ракетных комплексов Пэтриот, боеприпасы для систем HIMARS, 155-мм и 105-мм артиллерийские снаряды, 120-мм миномётные мины, 120-мм и 105-мм танковые боеприпасы, 25-мм боеприпасы, ракеты с оптическим отслеживанием и проводным наведением, примерно 400 гранатометов и 200 000 боеприпасов, испытательное и диагностическое оборудование для технического ремонта и другое полевое оборудование. Кроме того, Пентагон объявил о предоставлении значительного пакета средств противовоздушной обороны, а также артиллерийских и танковых боеприпасов, миномётных систем, ракет и противотанковых систем за счет средств Инициативы по оказанию помощи Украине в области безопасности (USAI).
9 мая 2023 года США объявили о дополнительном пакете помощи Украине на 1,2 млрд долларов. Он направлен на укрепление ПВО и обеспечение нужд Украины в артиллерийских боеприпасах. Включая: дополнительные системы ПВО и боеприпасы, оборудование для интеграции западных пусковых установок, ракет и радаров с системами ПВО Украины, боеприпасы для борьбы с дронами, артиллерийские снаряды калибра 155 мм, обучение, техническое обслуживание и поддержку.
30 мая 2023 года США выделили пакет помощи Украине на $300 млн. В него вошли боеприпасы для систем Patriot и HIMARS, артиллерийские снаряды калибра 150 мм и 105 мм, комплексы FIM-92 Stinger и AT4, ракеты AIM-7 и Zuni, 105 мм танковые боеприпасы, боеприпасы для дронов, более 30 млн патронов к стрелковому оружию и гранат, боеприпасы для разрушения укреплений, противоминные системы, приборы ночного видения, запчасти и другое оборудование.
В мае 2023 года США заявили, что из-за бухгалтерской ошибки стоимость предоставленного Украине ранее оружия оказалась завышенной и объявили, что предоставят оружие ещё на $6,2 млрд.
9 июня 2023 года США выделили пакет помощи Украине на $2,1 млрд. В него вошли ракеты для систем Patriot и MIM-23 Hawk, артиллерийские боеприпасы калибра 105 мм и 203 мм, БПЛА Puma.
13 июня 2023 года США выделили пакет помощи Украине на $325 млн. В него вошли боеприпасы для систем HIMARS и NASAMS, 15 БМП M2 Bradley, 10 бронетранспортеров Stryker, артиллерийские снаряды калибра 155 мм и 105 мм, комплексы FIM-92 Stinger, FGM-148 Javellin, AT4, BGM-71 TOW, более 22 млн патронов к стрелковому оружию и гранат, аппаратура связи, боеприпасы для разрушения укреплений, запчасти и другое оборудование.
27 июня 2023 года администрация президента США объявила пакете помощи Украине на $500 млн. В него вошли боеприпасы для систем Patriot и HIMARS, 30 БМП M2 Bradley, 25 бронетранспортеров Stryker, комплексы FIM-92 Stinger, FGM-148 Javellin, AT4, BGM-71 TOW, ракеты HARM, более 22 млн патронов к стрелковому оружию и гранат, боеприпасы для разрушения укреплений, приборы ночного видения, противоминные системы, запчасти и другое оборудование.
7 июля 2023 года США объявили о пакете военной помощи Украине на $800 млн. В Пентагоне уточнили, что пакет помощи будет включать: дополнительные боеприпасы для ЗРК Пэтриот, управляемые ракеты AIM-7, зенитно-ракетные комплексы FIM-92 Stinger, дополнительные боеприпасы для HIMARS, 31 единицу 155-мм гаубиц, 155-мм артиллерийские снаряды, включая кассетные боеприпасы DPICM, и 105-мм артиллерийские снаряды, 32 боевые машины пехоты M2 Bradley, 32 бронетранспортера Stryker, оборудование для разминирования;
противотанковые управляемые ракеты BGM-71 TOW, Javelin и другие противотанковые системы и ракеты, высокоточные авиационные боеприпасы, беспилотные летательные системы Penguin, 37 тактических автомобилей, подрывные боеприпасы и системы для уборки препятствий, стрелковое оружие и более 28 миллионов патронов к стрелковому оружию и гранат, запчасти и другое полевое оборудование.
19 июля 2023 Пентагон аннонсировал долгосрочный пакет помощи Украине на $1,3 млрд, в который вошли 4 комплекса NASAMS, барражирующие боеприпасы Phoenix Ghost и Switchblade.
25 июля 2023 администрация президента США объявила пакете помощи Украине на $400 млн. В него вошли боеприпасы для систем HIMARS и NASAMS, 32 бронетранспортера Stryker, комплексы FIM-92 Stinger, BGM-71 TOW, FGM-148 Javellin, артиллерийские снаряды калибра 155 мм и 105 мм, миномётные снаряды калибра 120 мм и 60 мм, неуправляемые ракеты Hydra-70, микро БПЛА Hornet, более 28 млн патронов к стрелковому оружию и гранат, боеприпасы для разрушения укреплений, приборы ночного видения, аэронавигационные системы, запчасти и другое оборудование.
29 августа 2023 года США объявили о предоставлении Украине очередного пакета военной помощи на $250 млн с боеприпасами для ПВО и HIMARS.
21 сентября 2023 года США заявили, что передадут Украине небольшое количество дальнобойных ракет ATACMS, а кроме этого Украина будет производить оружие вместе с США.
В октября 2023 года стало известно о передаче Украине тактических баллистических ракет MGM-140 ATACMS.
12 марта 2024 года объявлено о выделении первого в 2024 году пакета военной помощи Украине, в рамках которого будут поставлены ракеты Stinger; боеприпасы к РЗСО HIMARS; артиллерийские снаряды, патроны для стрелкового оружия и др. Стоимость пакета помощи составит 300 млн долларов. Министерство обороны США отметило, что объёма поставки будет недостаточно для обеспечения нужд Украины.
4 апреля 2024 г. США передали Украине трофейное оружие, которое было захвачено во время осмотра кораблей, доставлявших грузы из Ирана к хуситам в Йемене. По их данным было передано: более пяти тысяч автоматов АК-47; пулемёты; снайперские винтовки; ручные противотанковые гранатометы РПГ-7; более 500 тысяч патронов калибра 7,62 мм.
9 апреля 2024 года Госдеп США акцептовал продажу Украиной военной продукции на сумму 138 млн, средства от которой необходимы для ремонта и технического обслуживания ракетных систем HAWK, использующихся Украиной.
24 апреля 2024 президент Байден утвердил пакет помощи Украине на сумму около 61 млрд долларов. Согласно заявлению Пентагона, первая партия помощи объёмом в 1 млрд долларов включает ПЗРК «Стингер», 155-миллиметровые артилерийские снаряды, противотанковые ракеты «Джавелин», боеприпасы для систем Himars, кассетные боеприпасы и транспортные средства.
После инцидента в Овальном кабинете, 3 марта 2025 года президент Дональд Трамп приостановил военную помощь Украине. Приостановка коснулась всех видом боеприпасов, оружия, транспорта, в том числе уже находящихся в пути на Украину.
По информации ряда источников, 1 июля 2025 года министр обороны США Пиг Хегсет приказал приостановить поставку на Украину некоторых боеприпасов, включая системы ПВО Patriot, снаряды калибра 155 мм, ракеты Hellfire, ракетные системы GMLRS, а также иные виды ракет.
3 июля Белый дом подтвердил заморозку части поставок, сославшись на необходимость проверки собственных запасов.
4 июля, по данным телеканала NBC News, проверка не выявила дефицита боеприпасов в США. Источники утверждают, что решение о приостановке поставок было личной инициативой министра обороны Пита Хегсета и его заместителя Элбридж Колби. Последний, согласно сообщению телеканала, выступает за переориентацию ресурсов США на сдерживание Китая. Трамп провёл беседу с канцлером Германии Фридрихом Мерцем и президентом Украины Владимиром Зеленским. Обсуждались поставки систем ПВО и возможности совместного оборонного производства.
14 июля Дональд Трамп объявил о возобновлении поставок Украине вооружений и боеприпасов, включая ракеты к зенитному комплексу Patriot.  Заявление было сделано во время визита в Вашингтон генсека НАТО Марко Рютте. В отличие от прежних поставок, предполагается оплата европейскими странами, а не за счет бюджета США. При этом  средства, ранее выделенные Конгрессом на помощь Украине, останутся нетронутыми.  Трамп также объявил о наложении 100% тарифа на импорт из стран, ведущих бизнес с Россией, если мир с Украиной не будет заключен в течение 50 дней. «Мы очень недовольны Россией» — заявил Трамп.

### Польша
27 февраля Польша передала Украине колонну военной помощи. Первый пакет составил 100 штук 60-мм миномётов и 1,5 тыс. штук боеприпасов к ним, 8 комплектов беспилотных летательных аппаратов, 152-мм кумулятивные боеприпасы и боеприпасы к автоматическим орудиями, а также шлемы. Кроме того, польской стороной была выражена готовность передать Украине противотанковые ракетные комплексы FGM-148 Javelin и автоматы FB MSBS Grot.
5 марта The Wall Street Journal сообщила, что, по имеющимся у неё данным, Польша намерена предоставить Украине истребители МиГ-29 и штурмовики Су-25, получив от США взамен истребители F-16.
10 апреля Польша передала Украине более 230 единиц танков Т-72М, 20 единиц РСЗО БМ-21, то же количество самоходных гаубиц 2С1 и не менее 40 БМП-1 (вооружена 73-мм 2А28 «Гром»).
29 мая из арсенала Войска Польского переданы 18 САУ AHS Krab. 13 июля Украина получила вторую партию данных САУ.
25 июля спикер агентства вооружений Министерства национальной обороны Польши Кшиштоф Платек сообщил о передаче Украине польских танков PT-91 Twardy.
Общая стоимость материальной, военной и социальной поддержки, оказываемой Польшей, оценивается как минимум в 0,6 % её ВВП.
19 января 2023 года анонсирована передача модернизированных польских зенитно-ракетных комплексов дальнего радиуса действия Osa-AKM-P1.
26 января Польша анонсировала поставку Украине роты (14 штук) Leopard 2А4.
27 января Матеуш Моравецкий в интервью канадскому каналу CTV добавил, что, помимо 14 танков «Леопард-2», Польша поставит Украине ещё 30 танков T-72M и 30 танков PT-91 (модернизированные в Польше Т-72). 24 февраля Моравецкий уточнил, что будет поставлено 60 танков PT-91.
24 февраля 2023 года, в годовщину начала вторжения, на Украину прибыли первые «Леопарды» из Польши. Количество доставленных танков не уточняется.
17 марта 2023 года Анджей Дуда заявил о передаче Украине в ближайшие дни 4 истребителей МиГ-29. Польша стала первой страной НАТО, передающей Украине боевые самолёты.

### Евросоюз
27 февраля 2022 года председатель Европейской комиссии Урсула фон дер Лайен сообщила о намерении начать поставки вооружений на Украину, в том числе военных самолётов; такое решение было принято впервые в истории Евросоюза.
18 марта заместитель председателя Европейской комиссии Валдис Домбровскис сообщил, что «сегодня Украина получила ещё 300 млн € экстренной макроэкономической помощи ЕС», добавив, что «впервые в истории ЕС будет финансировать закупки и доставку оружия в страну под нападением».
21 июля страны — члены Евросоюза согласовали выделение Украине пятого транша военной помощи в размере 500 млн евро. Об этом сообщил верховный представитель Евросоюза по иностранным делам Жозеп Боррель. Согласно словам Борреля, новый пакет военной помощи был согласован в рамках встречи Контактной группы по обороне Украины. В то же время дипломат ЕС также подчеркнул, что Европейский союз остается сосредоточенным и непоколебимым в своей поддержке Украины.
17 октября Министры иностранных дел государств Европейского союза выделии новый транш военной помощи Украине на 500 млн евро, а также утвердили создание Миссии военной помощи (EUMAM) для обучения украинских военнослужащих в Европе. Миссия займется индивидуальной, коллективной и специализированной подготовкой ВСУ и сил территориальной обороны, а также координацией и синхронизацией деятельности государств-партнёров. Обучение в странах ЕС должны пройти в общей сложности около 15 000 украинских военнослужащих.
24 ноября Европарламент одобрил проект финансовой помощи Украине в размере 18 млрд евро в 2023 году. Деньги будут отправляться в виде льготных долгосрочных кредитов, для финансирования неотложных потребностей, ремонта критической инфраструктуры и восстановления страны после окончания военных действий.
В марте 2023 года министры обороны и иностранных дел ЕС согласовали план совместной закупки боеприпасов. Он предусматривает предоставление Украине 1 млн снарядов в течение следующих 12 месяцев.

### Чехия
27 февраля Министерство обороны Чехии отправило украинской стороне военную помощь (автоматы, пистолеты, пулемёты, снайперские винтовки и соответствующие боеприпасы) на сумму 188 млн крон (около 8,6 млн $). Ранее Чехия передала в дар ВСУ 4 тыс. артиллерийских снарядов калибра 152 мм.
5 апреля чешская газета Mladá fronta Dnes сообщила, что Чехия поставила Украине до 40 танков Т-72 и бронемашин БМП-1.
14 апреля Чехия передала Украине партию вооружения, более 20 реактивных систем залпового огня RM-70 Vampire, 20 САУ DANA, РСЗО БМ-21 и самоходные гаубицы 2С1.
В мае Министерство обороны Чехии сообщило о передаче Украине ударных вертолётов Ми-24, изготовленных в 2003—2005 годах и прошедших глубокую модернизацию в 2017 году.
20 октября министр обороны Чехии Яна Чернохова анонсировала новый пакет военной помощи Украине.

### Словакия
27 февраля Словакия отправила Украине военную помощь на общую сумму 4,5 млн евро.
8 апреля глава правительства Словакии Эдуард Хегер сообщил, что его страна поставила Украине комплексы ПВО С-300.
10 апреля словацкое издание Pravda сообщило, что Словакия готовится передать Украине около 20 артиллерийских установок DANA (включая модификации Zuzana).
16 июня Словакия передала боеприпасы к РСЗО «Град», 4 вертолёта Ми-17 и один Ми-2.
В марте 2023 года правительство Словакии согласовало передачу Украине 13 модернизированных истребителей МиГ-29.
В октября 2023 года уходящее правительство Словакии на фоне формирования нового коалиционного кабинета министров заявило о прекращении военной помощи Украине.

### Латвия
26 февраля Латвия доставила 30 грузовиков с индивидуальным снаряжением и предметами снабжения (включая боевые каски, сухие продукты, медицинские приборы и лекарства).
28 февраля Сейм Латвии на своём внеочередном заседании в срочном порядке утвердил поправки в закон о национальной безопасности, разрешив латвийским гражданам в качестве добровольцев воевать на стороне Украины, предварительно зарегистрировавшись в подразделении учёта резерва Национальных вооружённых силы Латвии.
3 марта Министерством обороны переданы 90 беспилотных летательных аппаратов.
По состоянию на 6 апреля общая военная помощь Латвии превысила 200 млн евро.
15 августа Министерство обороны Латвии сообщило о передаче Украине транспортных вертолётов Ми-8 и Ми-2, а также шести гаубиц М109.
Латвия отправила Украине с конца февраля вооружения на сумму более 300 млн евро, сообщили в министерствах обороны балтийских республик.
19 января 2023 года анонсирована новая помощь с дополнительными переносными зенитно-ракетными комплексами Stinger и дополнительными элементами ПВО, двумя вертолётами Ми-17, десятками пулемётов с боеприпасами, несколькими десятками БПЛА и запчастями для гаубицы М109.
21 июня 2023 года латвийский премьер Кришьянис Кариньш сообщил, что Латвия передает Украине весь свой флот вертолётов. Глава латвийского правительства отметил, что, начиная с конца 2021 года, Рига выделила на поддержку Киева более 1,3 % собственного ВВП. Большая часть этой суммы была потрачена на военную помощь.

### Литва
27 февраля командующий Вооружёнными силами Литвы генерал-лейтенант Вальдемарас Рупшис сообщил, что была проведена «первая материально-техническая операция, в рамках которой литовские солдаты передали украинской армии большое количество автоматов, пистолетов, шлемов и бронежилетов».
По словам министра национальной обороны Литвы, по состоянию на 26 апреля 2022 года сумма военная помощи Украине составила более 100 млн евро.
25 мая переданы 20 бронетранспортеров М113, 10 военных грузовиков и 10 внедорожников.
20 июля Литва анонсировала новый пакет военной помощи для украинских военных. В него войдут бронетранспортеры M113 и M577, боеприпасы для подготовки резерва и другая необходимая поддержка.
12 октября министр обороны Литвы Арвидас Анушаускас объявил дополнительную военную помощь, включающую зимнюю одежду, снаряжение, миномёты, бронемашины, тепловизоры и прочее.
По состоянию на ноябрь общая сумма помощи от Литвы составила 640 млн евро, из которых военная помощь составила 232 млн.
19 января 2023 года анонсирован новый пакет военной поддержки, состоящий из десятков зенитных орудий Bofors L70 с десятками тысяч боеприпасов и двух вертолётов Ми-8 общей стоимостью в 85 млн евро.

### Великобритания
26 января 2022 года Великобритания передала ВСУ до 2000 ПТРК NLAW.
25 марта премьер-министр Великобритании Борис Джонсон заявил: «Соединённое Королевство будет вместе со своими союзниками наращивать военную и экономическую поддержку Украины», сообщив, что британская сторона намерена передать Украине ещё 6 тыс. единиц оружия, включая и противотанковые ракеты в дополнение к ранее отправленным более 4 тыс. противотанковых ракетных комплексов Javelin и NLAW. Кроме того, было заявлено, что украинской стороне для поддержки ВВС и для выплаты заработной платы военнослужащим будут выделены 30 миллионов фунтов стерлингов (40 млн $).
9 апреля премьер-министр Великобритании Борис Джонсон сообщил о передаче Украине 120 бронеавтомобилей разных моделей и назначения, среди которых, предположительно: 40 CVR(T), а также ББМ Mastiff, Husky и HTSV Wolfhound.
24 апреля издание Daily Express заявило, что Великобритания поставит Украине 20 САУ AS-90 и 45 тысяч снарядов к ним, бронетранспортёры FV4333 Stormer, оснащённые зенитно-ракетными комплексами Starstreak, и высокотехнологичные самонаводящиеся ракеты класса «воздух-земля» Brimstone.
2 июня министр обороны Великобритании Бен Уоллес анонсировал передачу Украине американских M270 MLRS, схожих по характеристикам с реактивными системами залпового огня HIMARS, которые намерен передать Киеву Вашингтон.
30 июня Великобритания утвердила новый пакет военной помощи Украине на миллиард фунтов стерлингов. Новая британская помощь будет включать беспилотники, средства радиоэлектронной борьбы и тысячи единиц жизненно важного оборудования, заявили в британском правительстве.
5 июля премьер-министр Великобритании Борис Джонсон сообщил, что правительства Уэльса и Шотландии выделяют 100 млн фунтов на военную и гуманитарную помощь Украине. По словам премьера, он провел телефонные разговоры с главой Уэльского правительства Марком Дрейкфордом. Они приняли решение выделить 35 млн фунтов. Такой же разговор у премьер-министра состоялся с главой Шотландского правительства. Никола Стерджен приняла решение выделить 65 млн фунтов. Таким образом общая военная помощь от Великобритании Украине увеличилась до 2,3 млрд фунтов (2,8 млрд долларов).
21 июля министр обороны Великобритании Бен Уоллес анонсировал новый пакет помощи Украине. По данным оборонного ведомства, прибудут более 20 единиц 155-мм САУ M109 и 36 единиц 105-мм артиллерийских орудий L119, противобатарейные радиолокационные системы и более 50 тыс. боеприпасов для артиллерии времен СССР. Более того, в ближайшие недели Британия отправит Вооруженным силам Украины свыше 1,6 тыс. единиц противотанкового оружия, а также беспилотники.
24 августа Великобритания объявила о новом пакете военной помощи стоимостью 54 миллиона фунтов стерлингов, включающем 850 дронов Black Hornet Nano, 200 дронов наблюдения, около 1000 барражирующих противотанковых боеприпасов и оборудование для поиска мин. Всего с момента начала российского вторжения в феврале Великобритания предоставила Украине военную и финансовую помощь на сумму более 2,3 млрд фунтов стерлингов.
19 ноября во время визита в Киев новый премьер-министр Великобритании Риши Сунак объявил о дополнительном пакете военной помощи в размере 50 миллионов фунтов стерлингов, который включает в себя 120 зенитных ракетных установок, 10 тыс. артиллерийский боеприпасов, 3 вертолёта Sikorsky S-61 Sea King, а также технологии для противодействия беспилотникам, десятки радаров и средства электронной борьбы. Кроме того, королевство расширяет предложение по тренировке украинских военных и направляет на помощь опытных армейских медиков и инженеров.
16 января 2023 года министр обороны Великобритании Бен Уоллес анонсировал рекордный пакет помощи Украине, включающий 14 танков Challenger 2, а также бронированные ремонтно-эвакуационные машины, 30 самоходных
артиллерийских гаубиц AS-90, более 100 единиц бронетехники, включая FV430 Bulldog, беспилотники для поддержки артиллерии, 100 тыс. артиллерийский боеприпасов, сотни ракет, включая ракеты для РСЗО GMLRS, ракеты для Starstreak и ракеты для ПВО, 600 ракет Brimstone, дополнительные запчасти, комплектующие и другое оборудование. Позже число САУ AS-90 было скорректировано до 24.
4 марта посол Украины в Великобритании Вадим Пристайко заявил, что Великобритания передаст Украине 28 (вместо 14) танков Challenger 2 и 33 (вместо 24) САУ AS-90.
The Guardian, основываясь на данных, полученных из утечки военных документов США, сообщила, что Великобритания направила на Украину до 50 своих спецназовцев из 97 служащих иностранных подразделений специального назначения, находящихся на территории этого государства. Из Франции и США на Украину отправились 15 и 14 спецназовцев, соответственно.
В мае 2023 года стало известно, что Великобритания передала Украине высокоточные малозаметные крылатые ракеты большой дальности Storm Shadow.

### Франция
26 февраля правительство Франции объявило о военной помощи Украине на сумму около 120 млн евро, включающую, среди прочего, противотанковые комплексы Milan и Javelin, ПЗРК Мистраль, боеприпасы, электрооптические/инфракрасные системы (включая бинокли ночного обнаружения), защитное снаряжение (в том числе 1000 комплектов бронежилетов/касок).
После начала российского военного вторжения некоторые украинцы, проходившие службу в рядах Французского Иностранного легиона (по состоянию на февраль 2022, из 9500 легионеров 710 — украинцы), вернулись на Украину для защиты страны.
13 апреля министр обороны Франции сообщила о передаче нового пакета военной помощи (подробности неизвестны).
22 апреля президент Франции Эмманюэль Макрон заявил, что Франция поставит Украине 12 САУ CAESAR и около 40 противотанковых комплексов ПТРК Milan.
30 мая министр Европы и иностранных дел Франции Катрин Колонна объявила о поставке ещё одной партии САУ CAESAR и боеприпасов.
16 июня президент Франции Эмманюэль Макрон объявил о поставке 6 дополнительных систем CAESAR.
28 июня министр обороны Франции Себастьен Лекорню заявил о дополнительном пакете помощи. Новые поставки будут включать значительное количество бронетранспортёров VAB, САУ CAESAR, и противокорабельные ракеты Exocet.
2 октября Франция анонсировала передачу 20 многоцелевых бронетранспортёров ACMAT Bastion, а также дополнительных 6 САУ CAESAR и боеприпасов к ним, изначально предназначенных для Дании.
8 октября Франция объявила о создании специального фонда в размере 100 млн евро для прямых закупок оружия для Украины.
12 октября Франция заявила о дополнительном пакете военной помощи, включающем 155-мм самодвижущиеся пушки TRF1, 3 РСЗО M270 MLRS (версия LRU), зенитный ракетный комплекс Crotale и радары Ground Master 200.
15 октября министр обороны Себастьен Лекорню сообщил, что Франция будет обучать на своей территории до 2000 украинских солдат.
4 января 2023 года президент Франции Эмманюэль Макрон анонсировал передачу Украине колёсных танков AMX-10RC и дополнительных многоцелевых бронетранспортёров ACMAT Bastion.
31 января 2023 года министр обороны Франции Себастьен Лекорню заявил о поставке Украине новой партии из 12 САУ CAESAR.
В июле 2023 года Франция объявила о передаче Украине высокоточных крылатых ракет дальнего радиуса действия SCALP-EG.
6 июня 2024 года президент Франции Эмманюэль Макрон аннонсировал передачу Украине истребителей Mirage 2000-5.
В июле 2024 года в распоряжение канала France 3 Champagne-Ardenne попал документ, согласно которому до конца 2024 года во Франции будет подготовлено 2100 украинских военных (эквивалент бригады), которым будут переданы 128 БТР VAB, 24 AMX-10RC и 18 САУ CEASAR.

### Италия
27 февраля 2022 года Министр иностранных дел Италии Луиджи Ди Майо одобрил военную помощь Украине в размере 110 млн евро.
Совет министров Италии 1 марта 2022 года принял закон, разрешающий министру обороны (после рассмотрения в парламенте) присылать Украине военную помощь. Так, в частности, было предоставлено: нераскрытое количество миномётов, ПЗРК Stinger, M2 Browning, легких пулемётов, противотанковых управляемых ракет и военной техники.
13 мая итальянская газета La Republica сообщила, что Италия планирует передать Украине гаубицы FH70, миномёты и ПЗРК Stinger в рамках третьего пакета военной помощи.
31 июля Италия утвердила новый пакет военной помощи Украине.
18 октября министр обороны Италии Лоренцо Гуэрини объявил дополнительный пакет военной помощи Украине. В частности: 6 самоходных артиллерийских установок PzH 2000, 2 реактивные системы залпового огня M270 MLRS и около 30 единиц 155-мм САУ M109L.

### Израиль
1 марта 2022 года Израиль поставил Украине 100 тонн гуманитарной помощи, включающей медикаменты, гуманитарное оборудование и пищевые продукты.
20 апреля 2022 года правительство Израиля передало Украине 2000 касок и 500 бронежилетов.
9 июня 2022 года министр обороны Израиля Бени Ганц объявил о дополнительном пакете нелетальной военной помощи Украине, включающем 1500 шлемов, 1500 комплектов бронежилетов, 1000 противогазов и сотни костюмов противоминной защиты.
По данным издания Times of Israel, в сентябре 2022 года израильским оборонным подрядчиком опосредованно через Польшу были доставлены противобеспилотные системы. Израиль также предоставил техническую информацию о иранских беспилотниках, используемых российскими войсками.
В мае 2023 года Израиль передал Украине систему раннего обнаружения и предупреждения о ракетном нападении.

### Испания
2 марта министр обороны Испании Маргарита Роблес сообщила, что 4 марта в пункт на границе Польши с Украиной на двух военно-транспортных самолётах будет доставлена партия наступательного вооружения в виде 1370 гранатомётов C90-CR (M3), 700 тыс. патронов к винтовкам и пулемётам, а также лёгкие пулемёты, откуда её потом заберут украинские власти.
В апреле Испания поставила новую партию оружия и боеприпасов, включая бронеавтомобили URO VAMTAC и RG-31.
5 июня мая газета Die Welt со ссылкой на источники сообщила о намерении властей Испании отправить на Украину зенитно-ракетные комплексы малой дальности Shorad Aspide и немецкие танки Leopard A4. Кроме того, Испания намерена обучить украинских военнослужащих обращению с этой техникой.
29 июня Испания анонсировала передачу Украине 20 бронетранспортеров М113.
25 августа Министерство обороны Испании сообщило об очередном пакете военной помощи, включающем около 20 бронированных машин, 75 палет с боеприпасами для полевой артиллерии, полную батарею противовоздушной обороны, а также 1000 тонн дизеля стоимостью примерно 2,5 миллиона евро. Испания также будет заниматься обучением украинских военных, включая личный состав ВВС Украины.
7 октября Испания направила Украине дополнительную помощь, включая бронированные машины, машины скорой помощи и 5 тонн различных предметов медицинского назначения.
12 октября Испания анонсировала передачу Украине 6 систем противовоздушной обороны MIM-23 Hawk, батареи зенитно-ракетного комплекса Selenia Aspide, противотанковых ракетных комплексов, боеприпасов, а также другого военного снаряжения.
22 февраля 2023 года Маргарита Роблес анонсировала передачу Украине 6 танков Leopard 2А4, однако позже премьер Педро Санчес, находившийся в тот момент с визитом в Киеве, поправил её, сказав, что Испания поставит Украине 10 танков.
В марте 2024 года стало известно что Испания планирует восстановить с хранения и передать Украине ещё 19 танков Leopard 2A4.

### Нидерланды
27 февраля Министерство обороны Нидерландов отправило Украине военно-транспортный самолёт с грузом военной помощи в виде 50 противотанковых гранатомётов Panzerfaust 3 с 400 гранатами, 200 переносных зенитно-ракетных комплексах Stinger, 100 снайперских винтовок и 30 тысяч боеприпасов к ним, а также два водолазных судна.
19 апреля премьер-министр Нидерландов Марк Рютте заявил, что Нидерланды передадут Украине имеющиеся у них немецкие САУ PzH 2000.
4 мая после разговора с Владимиром Зеленским премьер-министр Марк Рютте заявил о готовности предоставить Украине больше тяжелого вооружения.
В июне правительство Нидерландов согласовало новый пакет помощи, включающий противокорабельные ракеты Гарпун, бронетранспортёры YPR-765, 3 дополнительные САУ PzH 2000, 5 РЛС AN/TPQ-36 и прочее военное снаряжение.
15 июля министр обороны Нидерландов объявил, что 65 солдат Королевской армии Нидерландов и корпуса морской пехоты будут отправлены в Великобританию для помощи в обучении украинских солдат.
10 ноября Министерство обороны Нидерландов сообщило о передаче 100 миллионов евро в новый Международный военный фонд для Украины. Деньги пойдут на финансирование закупок техники и боеприпасов для нужд Вооруженных сил Украины.
20 апреля 2023 года Дания и Нидерланды пообещали совместно выкупить у третьей страны, модернизировать и поставить Украине роту (14) танков Leopard 2A4. Сама поставка предварительно запланирована на начало 2024 года.
20 августа 2023 года Дания и Нидерланды объявили о поставке Украине до 61 самолёта F-16 (Дания планировала поставить все свои 19 самолётов, Нидерланды не объявили точное количество (из имеющихся 42) планируемых к поставке самолётов), шесть из которых планируют доставить ещё до Нового года. Министр обороны Дании Якоб Эллеманн-Йенсен заявил, что поставленные самолёты могут быть использованы только на территории Украины. По информации Berlingske, передача Данией первых своих 6 самолётов F-16 откладывается на срок до 6 месяцев. Это связано с подготовкой украинских пилотов. В конце 2023 года Нидерланды объявили о подготовке к передаче первых своих 18 самолётов.

### Португалия
К 6 апреля на Украину было доставлено от 60 до 70 тонн военной помощи из Португалии, в том числе военная экипировка, состоящая из бронежилетов, боевых касок, приборов ночного видения, гранат и боеприпасов различного калибра, портативных радиостанций, аналоговых ретрансляторов и автоматических винтовок HK G3A3, заявленных 26 февраля и поставленных Украине в феврале и марте.
8 мая Министерство обороны Португалии приняло решение передать Украине 15 БМП M113 и 5 гаубиц M114, сообщает Nascer do SOL.
17 мая Министр национальной обороны Элена Каррейраш сообщила, что Португалия готовится отправить ещё 160 тонн материалов, включая военное, медицинское и санитарное оборудование.
15 июня на встрече НАТО в Брюсселе представители Португалии заявили, что готовы обеспечить обучение украинских солдат, в частности, освоение танков Leopard 2, а также обучение в области разминирования и обезвреживания взрывных устройств.
20 июля Элена Каррейраш сообщила, что в общей сложности Португалия отправила Украине 315 тонн вооружений и техники, в том числе беспилотные летательные аппараты.
13 октября Португалия анонсировала передачу 6 вертолётов Ка-32А11BC.
8 февраля Португалия анонсировала поставку Украине 3 Leopard 2А6.

### Швеция
28 февраля Премьер-министр Швеции Магдалена Андерссон заявила, что несмотря на то, что её страна обычно не оказывает военной помощи и это правило соблюдается с 1939 года, когда была оказана поддержка Финляндии в войне с СССР, «Швеция перейдёт к всесторонней поддержке Вооружённых сил Украины», поэтому «на Украину будут отправлены 135 тыс. полевых пайков, 5 тыс. касок, 5 тыс. бронежилетов и 5 тыс. одноразовых противотанковых гранатомётов». Кроме того, Андерссон уточнила, что «военным также предоставляется финансовая поддержка в размере 400 млн крон (43 млн $)». В фонд Центрального банка Украины для поддержки вооружённых сил также было направлены дополнительные 500 млн крон (52,63 млн $).
7 марта главнокомандующий Вооружёнными силами Швеции Микаэль Бюден заявил, что «транспортировка нового пакета военной помощи Украине завершена, материалы и оборудование на месте».
23 мая шведское правительство объявило о третьем пакете военной помощи.
2 июня глава МИД Швеции Анн Линде сообщила, что королевство подготовило четвёртый пакет помощи Украине. В него войдут противокорабельные ракеты AGM-114 Hellfire, противотанковое оружие AT4, 12,7-мм винтовки Barrett M82, а также боеприпасы. Швеция окажет Украине и финансовую поддержку. Общая сумма помощи составит более 95 миллионов евро.
30 июня было объявлено о дополнительной военной помощи на сумму 500 миллионов шведских крон (52,9 миллиона долларов), включающей противотанковые средства, стрелковое вооружение, оборудование для разминирования, также правительством обсуждается передача самоходных артиллерийских установок Archer.
29 августа правительство Швеции объявило о пакете военной помощи Украине в размере 500 миллионов шведских крон.
18 ноября Шведский парламент принял решение о предоставлении Украине оборонной помощи на рекордную сумму в около 273 миллионов евро. Как отмечается, поддержка будет включать системы противовоздушной обороны, боеприпасы, бронетранспортеры, индивидуальное снаряжение, в том числе зимнее и защитное. Премьер-министр Швеции Ульф Кристерссон объяснил, что этот пакет военной помощи Украине станет большим, чем все восемь предыдущих пакетов, вместе взятых.
19 января 2023 года анонсирована передача 50 боевых машин пехоты CV90, самоходных артиллерийских установок Archer и ПТРК NLAW.
24 февраля Швеция решила передать Украине 10 танков Stridsvagn 122 (шведская версия Leopard 2А5).
29 мая 2024 года анонсировала 16-й и рекордный по размерам пакет помощи Украине на сумму $1,25 млрд. В него вошли 2 самолёта ДРЛО ASC 890 (первая поставка самолётов такого типа Украине), а также все имевшиеся у Швеции на хранении БМП Pbv 302, а также артиллерийские боеприпасы калибра 155-мм и другое вооружение.

### Словения
28 февраля правительство Словении одобрило помощь Украине в виде автоматических винтовок Zastava M70, боеприпасов и касок.
21 апреля немецкое агентство DPA сообщило, что Словения передаст Украине 54 своих танка M-84 (Югославская версия Т-72). По состоянию на сентябрь 2022 года о фактической передаче танков публично не сообщалось.
21 июня из резерва словенской армии для Украины было отправлено 35 БМП M80A.
21 сентября было заявлено, что Словения достигла соглашения с Германией о передаче Украине 28 танков М-55 (глубокая модернизация танка Т-55) в обмен на поставку автомобильной техники.

### Турция
После 24 февраля Украина получила не менее 50 дронов Bayraktar TB2.
26 июля Турция поставила пакет военной помощи, включающий противотанковые ракеты UMTAS и управляемые бомбы MAM.
9 августа поставлено 50 бронетранспортёров Kirpi.

### Норвегия
20 апреля Министерство обороны Норвегии заявило, что они передают Украине 100 ПЗРК Мистраль и 4000 одноразовых противотанковых средств M72 LAW.
28 апреля Норвегия сняла со складов 22 гаубицы M109A3GN и 3 реактивные системы залпового огня M270 MLRS для передачи Украине.
25 ноября Норвегия передала Украине новый пакет военной помощи, включающий САУ M109 и 20 тысяч запчастей для ранее предоставленных таких же арт-установок, 55 тысяч единиц зимней военной одежды, 55 тысяч перевязочных материалов и индивидуальных наборов и 30 тысяч сухпайков.
25 января 2023 года Норвегия анонсировала поставку Украине 8 танков «Леопард-2».

### Финляндия
27 февраля правительство Финляндии одобрило поставку на Украину 2 тыс. бронежилетов, 2 тыс. композитных касок, ста носилок и оборудования для двух пунктов скорой медицинской помощи.
В марте было передано 2500 автоматов со 150 000 патронов, 1500 одноразовых противотанковых средств M72 LAW и 70 000 сухпайков.
В мае Финляндия огласила новый пакет военной помощи Украине, включающий тяжелые миномёты, 155-мм артиллерийские снаряды и ручные гранаты.
8 августа Министерство обороны Финляндии объявило, что отправит своих инструкторов для участия в обучении украинских солдат в Великобритании.
В сентябре поставлено новую партию оружия и боеприпасов, включая бронетранспортёры XA-180, зенитные установки ЗУ-23-2 и крупнокалиберные пулемёты.
6 октября правительство Финляндии объявило о передаче Украине девятого пакета военного помощи.
17 ноября Финляндия объявила о военной помощи на сумму 55,6 миллиона евро. Министр обороны Антти Кайкконен подчеркнул, что это уже десятый пакет помощи Украине от Финляндии.
20 января 2023 года Финляндия анонсировала передачу Украине крупнейшей партии военной помощи с начала войны на сумму 400 миллионов евро. В него войдут тяжелая артиллерия и боеприпасы.
23 февраля Финляндия анонсировала поставку 3 своих инженерных (противоминных) машин Leopard 2R.

### Другие страны
27 февраля на встрече премьер-министра Греции Кириакоса Мицотакиса с министром обороны Николасом Панайотопулосом было принято решение, с учётом консультаций со своими партнёрами по ЕС и союзниками по НАТО, ответить на запрос Украины и в течение дня отправить для неё на 2 военно-транспортных самолётах Локхид C-130 «Геркулес» оборонное снаряжение. Кроме того, в течение дня должна была быть отправлена гуманитарная помощь.
28 февраля правительство Люксембурга объявило о поставке на Украину 100 противотанковых орудий NLAW, а также джипов и 15 военных тентов.
28 февраля Хорватия приняла решение удовлетворить запрос Украины на вооружение и отправить автоматы, пулемёты и защитное снаряжение, достаточные для оснащения 4 бригад ВСУ.
28 февраля Министерство обороны Дании выделило Украине 2,7 тыс. единиц противотанкового оружия, отметив, что «это оружие, которое можно использовать, помимо прочего, для ведения боя на более коротких дистанциях против бронетехники». Кроме того, силовое ведомство выразило готовность поставить детали от утилизируемых ракет земля-воздух Stinger для того, «чтобы США могли привести их в рабочее состояние». При этом ранее Дания по просьбе украинской стороны безвозмездно передала ей 2 тыс. бронежилетов TYR, которые защищают от осколков и пуль, как и 700 санитарных пакетов IFAK, включая бинты для оказания первой помощи.
12 марта газета La Repubblica сообщила, что Италия передала Украине пулемёты и противотанковое оружие, отметив, что «европейские страны также отправляют боеприпасы, очки ночного видения и пулемёты, причём Италия — двух разных моделей». Кроме того, источник газеты в итальянских вооружённых силах рассказал, что Украине было передано оружие, которое «было создано для того, чтобы гражданские лица могли останавливать танки», как и то, что «Бельгия, Италия и Германия отправили на Украину современную версию» противотанковых гранатомётов «Панцерфауст». В свою очередь президент США Джо Байден в подписал меморандум, наделивший государственного секретаря США Энтони Блинкена полномочиями «использовать средства общей суммой до 200 млн $ в виде оборонных изделий и услуг министерства обороны, а также военного обучения и подготовки для предоставления помощи Украине».
14 марта Казахстан отправил на Украину 28,2 тонны гуманитарной помощи, которая состоит из лекарств для пострадавших украинцев (антибиотики, противовоспалительные, противокашлевые и гипотензивные средства).
15 марта Пакистан поставил Украине 15 тонн гуманитарной помощи, включающей экстренные медикаменты, электромедицинское оборудование, зимнее постельное белье и пищевые продукты.
16 марта телеканал сообщил, что западными странами была собрана и отправлена партия вооружений для отправки на Украину, включающая зенитно-ракетные комплексы «Оса», различные модификации С-300 и «Стрела» (по классификации НАТО — SA-8, SA-10, SA-12 и SA-14).
В марте Швейцария отправила Украине гуманитарную помощь на сумму 100 миллионов швейцарский франков.
17 марта правительство Узбекистана решило отправить на Украину 28 тонн медицинского оборудования в рамках гуманитарной помощи.
18 марта министр обороны Албании Нико Пелеши сообщил об отправке Украине военной техники.
19 марта агентство Reuters сообщило, что во время приезда в Турцию первого заместителя государственного секретаря США Венди Шерман американские должностные лица проводили консультации с турецкими коллегами, где затрагивали вопрос о возможной передаче Украине турецкой стороной зенитных ракетных систем С-400. В свою очередь представитель Пентагона подтвердил телеканалу Sky News Arabia: «мы ведём постоянные переговоры с Анкарой об отказе от системы С-400 и отправке её Киеву в обмен на возвращение Турции в программу F-35 и снятие с неё санкций», как и информированность о том, что в рамках подготовки к передаче украинской стороне находящегося на вооружении Вооружённых сил Словакии С-300 словацкая сторона получила партию американских зенитных ракетных комплексов «Пэтриот».
21 марта The Wall Street Journal со ссылкой на источник в администрации президента США сообщила, что США продолжают работать со своими союзниками и ключевыми партнёрами над ежедневным увеличением объёмов очередной помощи Украине, включая поставку зенитных ракетных комплексов (в том числе «Оса») и боеприпасы к ним. При этом, по данным источника газеты, в их числе не оказалось купленного в 1994 году в Белоруссии комплекса С-300 из числа тех, что США ранее приобрели для изучения и использования в подготовке собственных военных. На международном форуме памяти Кастуся Калиновского в Вильнюсе 23 парламентария из США и 12 европейских стран (Великобритания, Германия, Грузия, Ирландия, Латвия, Литва, Польша, Нидерланды, Франция, Чехия, Швеция и Эстония), среди которых присутствовали председатель комитета по иностранным делам, обороне и безопасности сената Чехии Павел Фишер, глава комиссии по иностранным делам парламента Эстонии Марко Михкельсон, председатель комитета по иностранным делам и обороне парламента Ирландии Чарльз Фланаган, а также несколько американских конгрессменов, включая главу комитета Сената США по международным отношениям Роберт Менендеса, подписали совместное заявление «О неотложной необходимости модернизации противовоздушной обороны Украины» в котором в котором среди прочего было указано: «Мы считаем, что вооружённые силы Украины должны иметь возможность защищать народ своей страны от агрессивной войны, что подразумевает, в том числе, защиту своего воздушного пространства и пресечение передвижения бронетехники на земле. Добиться этого можно при наличии поставок противотанковых вооружений и средств ПВО, дополнительные поставки которых должны быть незамедлительными».
23 марта, выступая в Европейском парламенте, председатель Европейского совета Шарль Мишель заявил, что «страны Евросоюза уже договорились о выделении 1 млрд € из Европейского фонда мира на оказание военной поддержки Украины». При этом верховный представитель Союза по иностранным делам и политике безопасности Жозеп Боррель ранее пояснил, что из этих денег 500 млн евро уже использовано на поставки оружия на Украину, однако эти средства уже исчерпаны, поэтому ЕС должен выделить из этого фонда второй транш в 500 млн €, который затем утвердили послы 27 стран ЕС. Министр иностранных дел Швеции Анн Линде заявила, что «Швеция удвоит свой вклад в Вооруженные силы Украины, предоставив дополнительно 5000 единиц противотанкового оружия и оборудования для разминирования». Это же подтвердил министр обороны Петер Хультквист, заявив: «мы считаем крайне важным продолжать активно поддерживать Украину», добавив: «риски есть во всём, что мы делаем в данном направлении», включая возможную негативную реакцию России на подобные поставки, но «мы считаем, что солидарность с Украиной в данном случае очень важна». Хультквист отметил: «гранатомёты — это оружие, с которым очень легко обращаться и которое не требует дополнительной подготовки с нашей стороны, оно простое в эксплуатации», а с учётом того, что Швеция многие годы сотрудничала с Украиной в области разминирования и шведские военные обучали украинский персонал, «это востребованное снаряжение, и у них тоже есть навыки обращения с ним». В свою очередь Финансовый комитет Риксдага предложил шведским парламентариям одобрить передачу правительством Украине оборудования для разминирования и 5 тыс. одноразовых противотанковых гранатомётов на сумму 205 млн крон ($21,7 млн). 24 марта парламент разрешил правительству передать Украине военную технику на сумму до 205 млн шведских крон. Среди переданного — полевое оборудование для разминирования и до 5000 гранатомётов.
В свою очередь Süddeutsche Zeitung сообщила, что располагает списком из около 200 наименований вооружений и оборудования, которые Украина намерена купить у Германии на общую сумму в 300 млн €. Среди них: 2650 противотанковых гранатометов и миномётов, бронированные машины и автобусы, 18 разведывательных беспилотников, 3 000 приборов ночного видения, тысячи бронежилетов. Помощник американского министра обороны по делам международной безопасности Селеста Уолландер, выступая на слушаниях в комитете по делам вооружённых сил Палаты представителей Конгресса США, заявила, что страна восприняла просьбы о поставках боеприпасов очень серьёзно обязались передать 100 единиц тактических беспилотных систем Switchblade в рамках самого нового пакета президентских расходов, а также: «Так что мы услышали украинцев, восприняли это серьёзно». А Правительство Норвегии отправило в качестве военной помощи Украине ещё порядка 2 тыс. противотанковых гранатометов M72 в качестве дополнения к защитным средствам, а также около 2 тыс. единиц противотанкового оружия.
21 апреля премьер-министр Дании Метте Фредериксен анонсировала новый пакет военной помощи на 90 миллионов долларов.
В рамках этого пакета Дания планировала передать ВСУ порядка 50 модернизированных БТР M113 G3 DK, 120-мм мины для миномётов и противотанковое оружие, сообщало Danmarks Radio.
22 апреля вещательная компания RTBF сообщила, что Бельгия передаст Украине 5000 штурмовых винтовок FN FNC, 200 единиц противотанкового оружия (возможно ПТРК Milan) и до 24 САУ M109.
30 апреля издание Olfi сообщило, что Дания намерена передать 25 БТР Piranha III, неопределенное количество миномётов M10 и несколько тысяч снарядов к ним.
В начале мая правительство Японии объявило о пакете военной помощи Украине, включающем военное снаряжение, средства связи и разведывательные БПЛА.
23 мая состоялась вторая онлайн-встреча контактной группы в формате «Рамштайн» в которой приняло участие более 40 стран — партнёров Украины, 20 из которых решили предоставить дополнительную военную помощь, включая артиллерийские боеприпасы, системы береговой обороны, танки и другую бронетехнику. В частности, Дания анонсировала передачу противокорабельных ракет Гарпун и боеприпасов к ним.
28 мая директор Европола Катрин де Болль в интервью Welt выразила обеспокоенность, что оружие, которое сейчас поставляется на Украину из ЕС, может попасть в руки преступных группировок, как это было во время войны на Балканах. Она также заявила, что Европол отмечает тайные передвижения между Евросоюзом и Украиной известных террористов и экстремистов, готовых к насилию.
В конце июля был сформирован Отдельный батальон особого назначения — первое подразделение, сформированное по инициативе правительства Чеченской Республики Ичкерия в изгнании и позиционирующиеся им как возрождение ВС ЧРИ.
5 июня министр обороны Греции Никос Панайотопулос заявил, что Греция планирует поставить Украине более сотни БМП-1, тысячи ракет и автоматов, а также миллионы патронов.
6 июня The New York Times сообщило, что украинские военные пытаются в ускоренном режиме осваивать западное вооружение. Эксперты отмечают, что для использования и обслуживания некоторых образцов требуется длительная подготовка. По словам американских военных, с 2015 года по начало этого года американские инструкторы обучили более 27 000 украинских солдат. На момент вторжения России в феврале на Украине находилось более 150 американских военных советников, которые позже были отозваны, а дальнейшее обучение украинских военных продолжилось за пределами страны. Некоторые аналитики говорят, что при увеличении количества иностранной техники в ВСУ и возможном нарастании количества проблем с её использованием может повториться неудачный подход Соединённых Штатов к снабжению афганских вооруженных сил оборудованием, которое невозможно было обслуживать без масштабной материально-технической поддержки.
15 июня в Брюсселе состоялась третья встреча контактной группы в формате «Рамштайн», на которой министры обороны и начальники генштабов армий около 50 стран обсудили предоставление Украине новых вооружений. Среди прочего, США предоставят дополнительный пакет помощи на сумму 1 млрд долларов, в который войдут 18 гаубиц M777 и машины для их буксировки, а также 46 000 снарядов к ним, управляемые снаряды для РСЗО, системы береговой обороны Гарпун и другое оружие. Дополнительную артиллерию поставят ещё ряд стран, включая Канаду, Польшу и Нидерланды. Германия предоставит M270 MLRS (версия MARS2). Словакия объявила о передаче вертолётов Ми-17 и Ми-2, а также боеприпасов к РСЗО. Генерал армии США Марк Милли сообщил, что с начала российского вторжения Украине уже были предоставлены 97 тысяч противотанковых систем, 237 бронированных автомобилей, 60 средств ПВО, 250 артиллерийских систем (ещё 398 готовят к передаче), и союзники продолжат предоставлять Украине необходимое вооружение настолько долго, насколько это необходимо.
15 июня Йенс Столтенберг заявил, что НАТО на саммите в Мадриде 28-30 июня утвердит новый пакет помощи, который поможет Украине в долгосрочной перспективе перейти с вооружений советской эры на современное натовское вооружение. По его словам, Альянс поддерживает идею поставки Украине разных типов вооружения, и у него нет списка оружия, которое нельзя было бы поставлять.
30 июня на брифинге по итогам саммита НАТО в Мадриде президент США Джо Байден заявил, что Украина получит масштабную военную помощь от стран-союзников. По его словам, Украина получит 140 000 противотанковых систем, 600 танков, около 500 артиллерийских систем и 60 000 снарядов к ним, реактивные системы залпового огня, противокорабельные системы и системы противовоздушной обороны. Отдельно он упомянул о предоставлении дополнительных ракетных системы HIMARS.
20 июля состоялась четвёртая онлайн-встреча контактной группы в формате «Рамштайн», в которой приняло участие более 50 стран, согласовавших увеличение военной помощи, включающей тяжелую артиллерию, реактивные системы залпового огня типа HIMARS, системы ПВО, модернизированные танки советского образца и другую бронетехнику, а текже подготовку украинских военнослужащих и специалистов на территории стран НАТО.
8 сентября состоялась пятая встреча контактной группы в формате «Рамштайн». Как сообщается на сайте Пентагона, участники обсуждали расширение оборонно-промышленной базы, чтобы она могла обеспечивать те виды возможностей, которые нужны Украине в краткосрочной и долгосрочной перспективе. Отмечается, что это больше, чем просто вооружение, боеприпасы и базовая подготовка, в частности, речь пойдет об интеграции в военные структуры НАТО, высоком комплексном уровне взаимодействия и специализированном обучении украинских военнослужащих.
12 октября в штаб-квартире НАТО в Брюсселе прошла шестая встреча контактной группы в формате «Рамштайн». Главным приоритетом, в связи с российским массированным ракетным обстрелом украинской гражданской и критической инфраструктуры, стало усиление противовоздушной обороны Украины с перспективой ускоренного перехода на многоуровневые западные системы натовского образца, а также предоставление дополнительных вооружений, включающих тяжелую артиллерию, бронетехнику, реактивные системы залпового огня и боеприпасы.
2 ноября правительство Швейцарии приняло решение направить Украине дополнительные 100 миллионов долларов для подготовки к зиме. Часть денег пойдет на обеспечение энергоснабжения Украины.
3 ноября президент и глава Минобороны Греции направились в Киев с официальным визитом для передачи очередной партии модернизированных БМП-1.
16 ноября в онлайн-формате состоялась седьмая встреча контактной группы в формате «Рамштайн», по результатам которой Украине предоставят дополнительные системы ПВО, снаряды для РСЗО, ствольную артиллерию, боеприпасы, а также зимнюю форму, снаряжение и амуницию.
20 января 2023 года состоялась восьмая встреча контактной группы в формате «Рамштайн», по результатам которой Украине предоставят крупную партию современной бронетехники, тяжелую артиллерию, вертолёты, боеприпасы, а также дополнительные средства ПВО.
13 февраля 2023 года Дания заявила, что передала Украине все 19 самоходных артиллерийских установок CAESAR, имеющихся в наличии Вооружённых сил Дании.
14-15 февраля 2023 года в брюссельской штаб-квартире НАТО состоялась девятая встреча контактной группы «Рамштайн», куда входят министры обороны из более чем пятидесяти стран мира, поддерживающих Украину.
В ходе заседания обсуждались поставки танков, авиации, боеприпасов и обучение украинских солдат на Западе.
15 марта 2023 года состоялась десятая встреча контактной группы «Рамштайн», главной темой которой были боеприпасы и средства противовоздушной и противоракетной обороны для Украины.
В мае 2023 года международная коалиция, состоящая из США, Великобритании, Нидерландов, Бельгии и Дании, объявила о подготовке к началу обучения украинских пилотов и обслуживающего инженерного персонала с последующей передачей не менее 3 эскадрилий многоцелевых истребителей F-16 Украине.
28 мая 2024 года Бельгия уточнила, что планирует передать Украине 30 своих истребителей F-16.

## Таблица поставок нелетального снаряжения

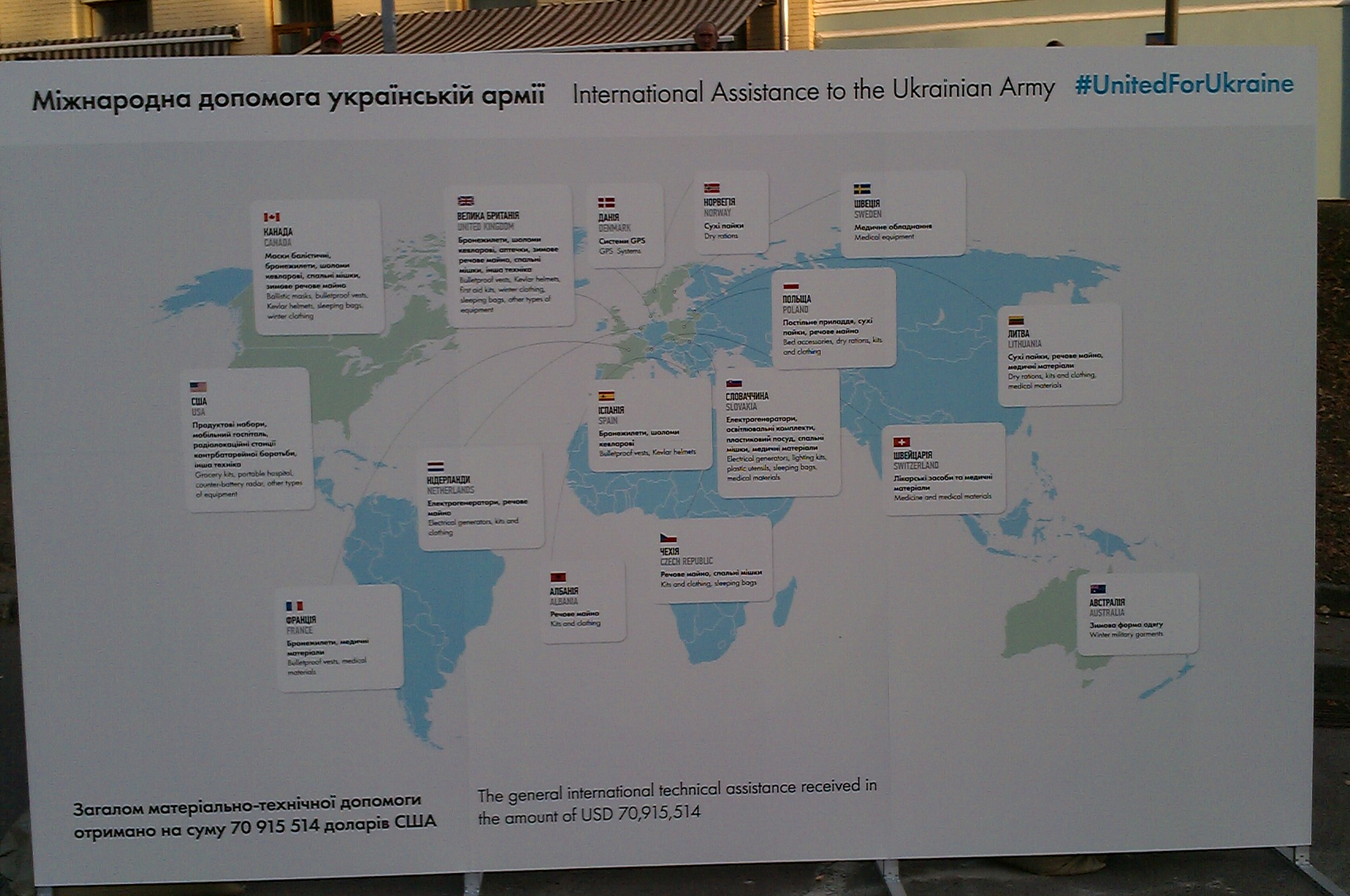
Карта международной помощи украинской армии на выставке «Сила непокоренных» ко Дню защитника Украины. 15 октября 2015 года, Киев, Украина

Поставки производятся по спискам, предоставленным украинской стороной. Основная их часть, согласно данным эксперта информационно-консалтингового агентства «Defense Express» Антона Михненко, пришлась на конец 2014 — начало 2015 годов. По данным Министерства обороны Украины, к 2016 году Вооружённым силам Украины было поставлено следующее количество материально-технической и гуманитарной помощи:
| Государство    | Общая стоимость помощи в долларах США                                         | Материальный состав помощи |
| -------------- | ----------------------------------------------------------------------------- | --- |
| США            | Материально-техническая помощь — около 111 000 000                            | Ценное медицинское оборудование, аптечки, бронированные автомобили повышенной проходимости типа «HMMWV» и запчасти к ним, БТР M113, вертолёты Ми-8, многодиапазонные радиостанции, приборы ночного видения, химическая лаборатория для оперативного анализа химических веществ, оборудование для разминирования, радиолокационные станции контрбатарейной борьбы, тактическое снаряжение, комплекты летней и зимней камуфлированной формы одежды, бронежилеты и кевларовые шлемы, шарфы, карематы и микрофлисовые шапки.                                              |
| США            | Гуманитарная помощь — около 8 000 000                                         | Мобильный полевой госпиталь, продовольственные наборы, генераторы, обогреватели для помещений, водолазное снаряжение и оборудование для Воздушных сил. |
| Канада         | 23 641 521                                                                    | Баллистические маски, приборы ночного видения, бронежилеты, кевларовые шлемы, спальные мешки, большое количество зимней формы одежды, радиостанции «Harris» и оборудование для разминирования местности. |
| Польша         | почти 6 500 000                                                               | Комплекты постельных принадлежностей, ржаной хлеб длительного хранения, сухие пайки и вещевое имущество. |
| Великобритания | 4 975 847                                                                     | Вещевое и медицинское имущество, тактическое снаряжение, зимнее дизельное топливо, приборы ночного видения, GPS-навигаторы и ноутбуки. |
| Австралия      | 4 682 498 (на 2016); 5 млн новозеландских долларов или $3,5 млн (на 2022 год) | На 2016 год — предметы зимней формы; на март 2022 года — выделение для закупки нелетального оружия денежных средств в целевой фонд НАТО, обеспечивающего для ВС Украины поставки военных аптечек и пайков, средств связи и топлива. Первый случай прямого финансирования Новой Зеландией поставок нелетального оружия и нелетального военного оборудования. Поставки военного снаряжения из собственных запасов Новой Зеландии в виде тактического защитного снаряжения, включающего 1 066 пластин для бронежилетов, 473 защитных шлема и 571 камуфляжный бронежилет. |
| Китай          | 3 400 000                                                                     | Оборудование для офтальмологической клиники. |
| Турция         | 1 052 568                                                                     | Медицинское оборудование и материалы, индивидуальное снаряжение и обмундирование. |
| Словакия       | более 1 000 000                                                               | Электрогенераторы, осветительные комплекты, пластиковая посуда, спальные мешки, вещевое имущество и широкий спектр медицинского оборудования и имущества. |
| Норвегия       | 629 501                                                                       | Сухие пайки. |
| Франция        | 594 020                                                                       | Бронежилеты, медицинские материалы и оборудование. |
| Нидерланды     | 500 000                                                                       | Электрогенераторы и зимнее вещевое имущество. |
| Испания        | 258 419                                                                       | Бронежилеты и кевларовые шлемы. |
| Чехия          | 245 782                                                                       | Индивидуальное снаряжение и обмундирование. |
| Албания        | 226 388                                                                       | Индивидуальное снаряжение и обмундирование. |
| Литва          | 116 201                                                                       | Медицинское оборудование и материалы, индивидуальное снаряжение и обмундирование, сухие пайки. |
| Швейцария      | 31 928                                                                        | Аптечки первой медицинской помощи. |
| Латвия         | 31 025                                                                        | Детские вещи и бытовая техника. |
| Дания          | 21 300                                                                        | GPS-навигаторы. |

Помимо этого, Великобритания продала Украине за 10 % стоимости (или 51 000 долларов США за штуку) 75 подержанных бронеавтомобилей AT105 «Saxon».

## Тренировочные миссии и советники

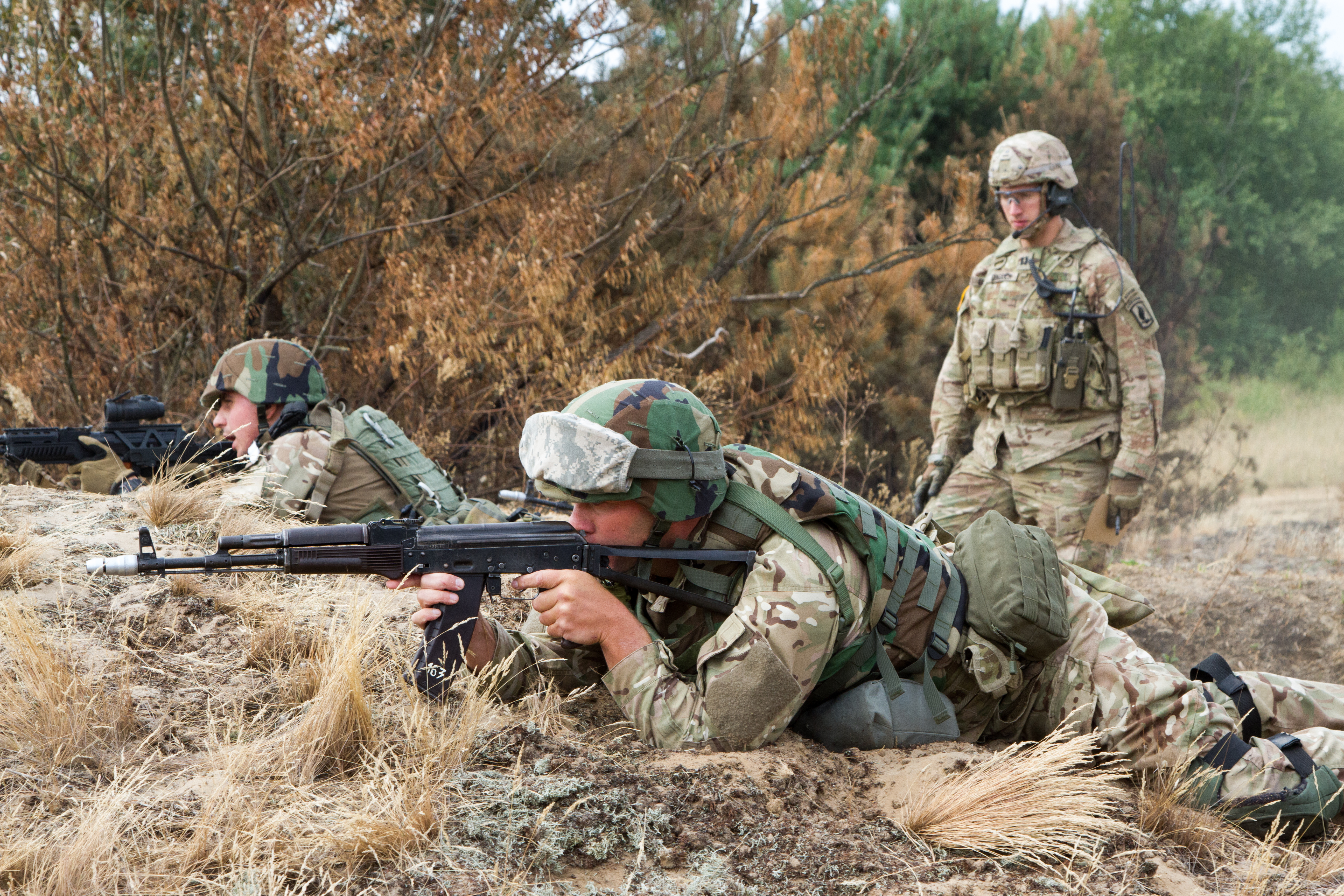
Десантники из 173-й воздушно-десантной бригады Армии США обучают бойцов Национальной гвардии Украины во время учений «Fearless Guardian». 22 августа 2015 года, Яворов, Украина

Согласно данным украинских СМИ, с 2014 года в подготовке украинских военнослужащих и специалистов приняли участие инструкторы из Великобритании, Грузии, Израиля, Канады, Литвы, Польши, США, Хорватии, Швеции и Эстонии. Кроме того, по данным Генштаба Украины, по состоянию на 2017 год на Украине действовало 44 обычных советников из 13 стран НАТО и 6 советников стратегического уровня из Великобритании, Германии, Канады, Литвы, Польши и США. К 2017 году при участии инструкторов из стран НАТО было обучено 8 300 украинских военных. New York Times сообщило, что на Украине активно работают представители спецподразделений из стран НАТО. Со ссылкой на официальные лица США издание рассказывает о масштабной поддержке боевых действий со стороны спецслужб США, в том числе в виде информационной поддержки непосредственно на поле боя. Журналисты рассказали, что бойцы спецподразделений Украины носят нашивки с американским флагом. По словам бывших американских чиновников, самая острая проблема подготовки украинских вооруженных сил сейчас заключается в том, что они теряют свои наиболее опытные и хорошо обученные силы в боях. Как говорят другие бывшие официальные лица, присутствие американских инструкторов на Украине в настоящий момент не покрывает сопутствующих рисков в свете возможного ответа со стороны президента России Владимира Путина.
| Государство    | Подробности подготовки |
| -------------- | --- |
| Великобритания | По состоянию на 2016 год на Украине в рамках операции «Orbital» находилось 75 британских инструкторов, на 2017 год — 100. Они тренируют украинских солдат для ведения боя в городских условиях — обучают разминированию территорий, сбору разведданных, оперативному планированию, возведению фортификационных сооружений и медицинской помощи. По стоянию на сентябрь 2016 года было обучено 2500 украинских военных, в 2017 году планируется подготовить 5000. В декабре 2016 года операция была продлена до 2018 года. Также Великобритания участвует в работе многонациональной Объединённой комиссии по реформе обороны и сотрудничества в области безопасности с Украиной (MJC). С сентября 2016 года советником при министре обороны Украины является бывший командующий Сухопутными силами Британской армии генерал Ник Паркер, в его задачи входит помощь в наращивании темпов и масштабов оборонной реформы на Украине. |
| Германия       | При Правительстве Украины действует немецкий стратегический советник высшего уровня. |
| Грузия         | Инструкторы из Грузии работают с украинскими военными. |
| Израиль        | Инструкторы из Израиля обучают украинских медиков работе в полевых условиях и условиях боя. Обучение проходит как на Украине, так и в госпиталях Израиля. Курс обучения длится около месяца и включает прием раненых, оказание неотложной помощи, хирургию и травматологию. Кроме того, с украинскими военными работают израильские инструкторы по боевой подготовке. |
| Канада         | По состоянию на 2016—2017 год на Украине в рамках операции «Unifier» находилось 200 канадских инструкторов. Они обучают украинских саперов. Изначально миссия была рассчитана на 2 года, однако в марте 2017 года Канада продлила её до 2019 года. Обучение проходит на полигонах в западной части Украины. Также Канада участвует в работе многонациональной Объединённой комиссии по реформе обороны и сотрудничества в области безопасности с Украиной (MJC). Кроме того, при Правительстве Украины действует канадский стратегический советник высшего уровня. |
| Литва          | По состоянию на 2017 год на Украине в рамках JMTG-U находилось 16 литовских инструкторов. Литва реализовывает программу обучения украинских парамедиков. Также Литва участвует в работе многонациональной Объединённой комиссии по реформе обороны и сотрудничества в области безопасности с Украиной (MJC). Кроме того, при Правительстве Украины действует литовский стратегический советник высшего уровня. |
| Польша         | Польша принимала участие во всех многосторонних военных учениях с Украиной. Она реализовывает программу сотрудничества с Государственной пограничной службой Украины. Одно из основных направлений — подготовка инструкторов по работе с мобильными подразделениями. Кроме того, при Правительстве Украины действует польский стратегический советник высшего уровня. |
| США            | По состоянию на 2016—2017 годы на Украине в рамках JMTG-U находилось 310 американских инструкторов. Они проводят обучение пяти батальонов Вооруженных сил Украины и одного батальона Сил специальных операций Украины на полигоне в Яворове, а также помогают в разработке долгосрочного плана подготовки кадров. Помимо этого Национальная гвардия Калифорнии регулярно направляет на Украину небольшие команды по 20 человек для обмена идеями, опытом и военной техникой. Её представителями проводятся специфические военные тренировки, отработка эвакуаций в случаях непредвиденных обстоятельств, оказания первичной медицинской помощи, работы со сложным медицинским оборудованием в госпиталях и т. д. Также США помогают Украине в укреплении реализации ключевых реформ, таких, как развитие гражданского контроля, повышение эффективности и прозрачности и борьба с коррупцией, а также возглавляют многонациональную Объединенную комиссию по реформе обороны и сотрудничества в области безопасности с Украиной (MJC), оценивающую украинские требования и приоритеты подготовки, оборудования и консультационные инициативы. С сентября 2016 года советником при министре обороны Украины является бывший глава Центрального командования вооружённых сил США генерал Джон Филипп Абизаид, в его задачи входит помощь в наращивании темпов и масштабов оборонной реформы на Украине. Кроме того, США и Украина проводят ежегодные совместные учения на территории последней — наземные миротворческие «Rapid Trident» и учения военно-морских сил «Си Бриз» в Чёрном море. По данным Politico в декабре 2021 года администрация Джо Байдена, опасаясь усиления и без того напряженных отношений с Россией, отказала Пентагону в отправке на Украину нескольких сотен дополнительных военных инструкторов. |
| Хорватия       | Хорватия реализует проект, фокусирующийся на подготовке военных медицинских работников и психологов, а также два проекта, касающиеся разминирования. |
| Швеция         | Швеция принимает активное участие в реформировании сектора невоенной безопасности, как по линии ЕС, так и на двустороннем уровне. Инструкторы из Швеции обучают украинских военнослужащих оказанию неотложной медицинской помощи на поле боя. |
| Эстония        | Эстония реализовывает программу обучения украинских парамедиков. |

## Обучение на территории стран НАТО
29 апреля пресс-секретарь министерства обороны США Джон Кирби подтвердил, что «Соединенные Штаты начали обучать украинских солдат обращению с основными системами вооружения на военных объектах США в Германии». Обучение, по словам Кирби, включает в себя подготовку по гаубицам, а также работу с радарными системами и бронированными автомобилями, о поставке которых было недавно объявлено в связи с пакетами военной помощи Украине.
В артиллерийской школе бундесвера на западе Германии будут подготовлены 18 экипажей самоходных гаубиц PzH 2000, обучение проводят немецкие и нидерландские военнослужащие. 2 мая официальный представитель правительства Штеффен Хебештрайт заявил: «Мы убеждены, что обучение украинских военнослужащих в Германии системам вооружения ещё не означает прямого вступления в войну».
Министерство обороны Великобритании подтвердило, что в июле около 10 тысяч украинских солдат прибудут в страну для военной подготовки. 1050 британских военнослужащих будут направлены для выполнения программы, которая будет проходить в четырёх неназванных объектах Минобороны на северо-западе, юго-западе и юго-востоке Великобритании.
В декабре 2022 года глава дипломатии ЕС Жозеп Боррель сообщил, что 24 страны Европейского союза предоставили свои предложения для участия в новой миссии по обучению украинских военных, которые рассматриваются на предмет их соответствия потребностям украинской стороны.

## Захват техники РФ
В ходе отступления ВС РФ и на протяжении боевых действий украинской армии досталось больше трофейной тяжелой техники РФ, чем Украина получила от стран Запада, всех, вместе взятых, по состоянию на осень 2022 года. По данным аналитических исследователей и по открытым данным, Украина на начало октября захватила 421 российский танк (320 поставил Запад) и 445 боевых машин пехоты (210 — от Запада). Не вся трофейная техника попадает на фото и учитывается по открытым данным. Часть захваченной техники сразу готова к использованию, часть отправляется в ремонт или на запчасти.

## Участие иностранных граждан и вооружённых формирований
Вскоре после начала войны на Донбассе в Украину стали прибывать отряды и группы добровольцев из разных стран мира. По данным старшего аналитика Польского института международных отношений Аркадиуша Легиеча, в период с 2014 по 2019 год на Донбассе в боевых действиях участвовало 17 241 иностранных добровольцев. Большая часть из них — грузины, белорусы и россияне. В Украине из граждан Грузии в составе 54-й ОМБр сформировался и проходил обучение Грузинский национальный легион. В истории Украины это первый случай, когда в состав Вооруженных Сил официально приняты иностранцы. Грузинский Национальный Легион до полномасштабного вторжения России — крупнейшее иностранное профессиональное военное формирование в Вооруженных Силах Украины (более 2500 бойцов).
Начало полномасштабного российского вторжения в Украину в феврале 2022 года повлекло за собой значительное увеличение количества иностранных добровольцев в войне. В начале марта был создан Интернациональный легион, в составе которого есть бойцы из десятков стран мира. Информация о точном количестве бойцов конфиденциальна. Сам по себе Легион порой сравнивают с Интернациональными бригадами времен гражданской войны в Испании, или же гораздо чаще — со Шведским добровольческим корпусом во времена Зимней войны, потому что в ноябре 1939 года Финляндия оказалась в положении, в котором в феврале 2022 оказалась Украина, и как и в случае с Украиной, у Финляндии тогда не было союзников, готовых к прямому военному вмешательству. И для Украины опыт Финляндии в военное время и использование иностранных легионеров дают повод для оптимизма. Иностранные добровольцы активно участвовали в Слобожанской наступательной операции сентября 2022 года, в освобождении Херсона, в боях за Бахмут осенью 2022-зимой 2023 года. Причем не только в составе Интернационального Легиона, но и в составе разных бригад — как мотопехотных, так и механизированных.
Следует также упомянуть и о таких формированиях, как Легион «Свобода России» и «Русский добровольческий корпус». Они были сформированы летом-осенью 2022 г. из этнических россиян, проживающих на территории стран Европейского союза и Украины, белорусов, а также бывших военнослужащих ВС РФ, перешедших на сторону Украины. Именно эти относительно небольшие формирования совершали рейды на приграничные территории РФ. «Аджнад аль-Кавказ», группа чеченцев, сражавшаяся на стороне сирийской оппозиции против режима Асада в Сирии, с октября 2022 также вступила в российско-украинскую войну на стороне Украины.

## Потери
По состоянию на 14 сентября 2021, на украинской стороне погибли по меньшей мере 252 гражданина Украины иностранного происхождения и 27 иностранцев. Одним из убитых был бывший командир чеченских повстанцев ЧРИ Иса Мунаев.
The New York Times со ссылкой на представителей министерства обороны США сообщила, что к концу ноября 2022 года из строя была выведена примерно одна третья часть из 350 гаубиц западного производства, которые ранее были переданы Украине. По информации издания, оружие изнашивается после нескольких месяцев чрезмерного использования или повреждается или уничтожается в бою. По данным официальных лиц США и Украины, десятки единиц техники были вывезены с поля боя для ремонта.
По данным СМИ, к 15 мая 2022 в ходе боевых действий было убито 11 грузинских бойцов, воевавших на стороне Украины: Давид Ратиани, Гия Бериашвили, Бахва Чикобава, Давид Гобеджишвили, Давид Менабдишвили, Николоз Шанава, Аркадий Касрадзе, Алик Цаава, Заза Бицадзе, Тато Бигвава и Рати Шургая.
В мае 2023 года The Washington Post сообщило о как минимум 16 американцах, погибших на территории Украины с оружием в руках. Все они прибыли как частные лица и проигнорировали предупреждения властей США о том, что каждого на поле боя ждёт серьёзная опасность. Издание отмечало, что на Украине могут быть тысячи американцев, присоединившихся к Иностранному легиону (с оплатой от 500 до 3500 долларов в месяц).
По информации Forbes, опубликованной 2 ноября, за две с небольшим недели ВСУ потеряли 12 или 13 танков Leopard 2A4, Leopard 2A6 и Strv 122, а также 6 танков Leopard 2. Потери составили почти ¼ из поставленных танков Leopard.

## Передача разведывательных данных
В феврале 2015 года The Wall Street Journal опубликовала информацию о том, что в 2014 году Соединённые Штаты Америки удовлетворили «запрос Украины о предоставлении ей фотографий и другой разведывательной информации», однако «перед тем, как передавать эти данные, американские сотрудники вымарывают расположение военных объектов на территории России и ухудшают четкость снимков, чтобы расположение противника было не вполне различимо». Также с декабря 2014 года доступ украинским военным к своему спутнику RADARSAT-2 предоставляла Канада, однако уже в мае 2016 года в нём было отказано. Кроме того, в 2015 году Государственное космическое агентство Украины заключило контракт с Airbus Defence and Space о получении данных сверхвысокого разрешения (до 0,5 м в режиме on-line) со спутников Pleiades-1 и Pleiades-2.
Пресс-секретарь Белого дома Джен Псаки утверждает, что США на постоянной основе предоставляют украинской стороне разведывательные данные, включая и ту «информацию, которую украинцы могут использовать для того, … чтобы выработать военный ответ на продолжающееся российское вторжение». В свою очередь директор ЦРУ Уильям Бёрнс, выступая 8 марта 2022 года на слушаниях в специальном комитете по разведке Палаты представителей Конгресса США, заявил: «Мы активно делились данными разведки с украинцами и продолжаем это делать. Когда я был в январе в Киеве, я представил президенту Зеленскому некоторые детали планов России относительно Киева, которые у нас имелись на тот момент. Мы продолжили делать это на ежедневной основе». 17 марта, выступая на слушаниях в комитете по вооружённым силам Палаты представителей Конгресса США, заместитель министра обороны США Рональд Малтри заявил: «разведывательная информация, которой мы делимся, работа, которой мы занимаемся, чтобы поддержать украинское правительство, существенно меняет положение дел», поскольку «она точная, она своевременная, и на её основе можно предпринимать действия» и «мы считаем, что поддерживаем их таким образом, что они довольны тем, что мы предоставляем».
По данным Bloomberg, Европейский союз одобрил соглашение с украинской стороной, позволяющее делиться секретной информацией, включая спутниковые снимки, которое будет действовать один год с возможностью продления.
По информации Washington Post, опубликованной 12 мая, для того, чтобы избежать усиления напряжённости между США и Россией, американская администрация разработала руководство по обмену разведданными, в котором установила два серьёзных запрета на виды информации, которую Вашингтон может передавать Киеву. Первый: США не могут делиться данными, которые угрожают жизням представителей российского командования, в их числе — начальник Генштаба ВС Валерий Герасимов и глава минобороны Сергей Шойгу. Второй: Вашингтон не будет передавать информацию, которая может способствовать атакам Киева на российские цели, расположенные за пределами украинских границ, чтобы избежать причастности США к этим атакам.
По данным The New York Times, успех контрнаступления Украины на востоке связан с передачей США разведывательных данных «в режиме реального времени». Сообщалось, что США предоставляли Украине информацию о командных пунктах, складах боеприпасов и других ключевых узлах российских военных. По оценке официальных представителей США, подобная информация, предоставляемая в режиме реального времени, сыграла решающую роль в планировании и осуществлении контрнаступления. Отмечено, что решение Украины рекламировать свое контрнаступление на юге, прежде чем нанести удар на северо-востоке, является стандартным приемом дезориентации, используемым американскими спецназовцами, которые тренируют украинцев с 2014 года. «Эти ребята восемь лет обучались в спецподразделениях» — сказала Эвелин Фаркас, высокопоставленный представитель Пентагона по Украине и России в администрации Обамы. «Их учили нерегулярной войне. Наши разведчики научили их обману и психологическим операциям».
В начале февраля 2023 года The Washington Post опубликовала информацию о том, что США и их союзники предоставляют информацию и координаты для подавляющего большинства ракетных ударов ВСУ из западных высокоточных систем по российским целям. Один из украинских чиновников сообщил изданию, что этот процесс «очень быстро» реализуется через американскую базу на территории НАТО.
В конце февраля 2024 года The New York Times опубликовало статью, в которой сообщалось, что до вторжения ЦРУ построило шпионскую сеть из 12 секретных локаций на украинско-российской границе.

## Передача программного обеспечения и вычислительных комплексов

### Palantir
По данным британского еженедельника The Economist, поддержку Украине оказывает американский разработчик ПО Palantir, как самостоятельно, так и в составе разведывательного сообщества НАТО. Продукты Palantir радикально изменили методы поиска и обнаружения целей, применяемые украинской армией, а также способы борьбы с терроризмом

## Реабилитация и другие программы невоенной поддержки военнослужащих
Ряд государств оказывает Украине поддержку в реабилитации бойцов, получивших травмы во время боевых действий, а также в невоенном обучении военнослужащих. По состоянию на ноябрь 2017 года (по данным первого заместителя председателя Верховной рады Украины Ирины Геращенко) с начала боевых действий 17 стран НАТО и 3 страны-партнёра приняли украинских военнослужащих на лечение, за этот период 724 раненых украинских военнослужащих прошли лечение за рубежом. В то же время, по данным и. о. начальника Центрального военно-медицинского управления — начальника медицинской службы Вооружённых сил Украины Александра Лабунца, к июню 2017 года при поддержке стран НАТО с начала АТО за границей (более всего в Германии, Эстонии, Литве и Болгарии) прошли лечение 287 военнослужащих.
| Государство | Подробности помомощи |
| ----------- | --- |
| Венгрия     | Оказывает языковую подготовку и ограниченную помощь по реабилитации раненых украинских военнослужащих. |
| Болгария    | К 6 июня 2017 года Болгария приняла 7 групп раненых украинских военнослужащих. |
| Германия    | С 2014 по 2017 год более 100 украинских военнослужащих прошли лечение в немецких больницах в рамках 6 гуманитарных акций Бундесвера. |
| Литва       | С июля 2014 года до июнь 2017 года Литва предоставила помощь в реабилитации и лечении 155 военнослужащим Украины, в 2017 году была достигнута договоренность о прохождении лечения в Литве дополнительно ещё 50 украинских военнослужащих. |
| Словакия    | Принимает участие в медицинской помощи Украине и реабилитации её военных. |
| Хорватия    | Один из запущенных Хорватией проектов посвящен реинтеграции ветеранов войны. |

## Программы помощи НАТО

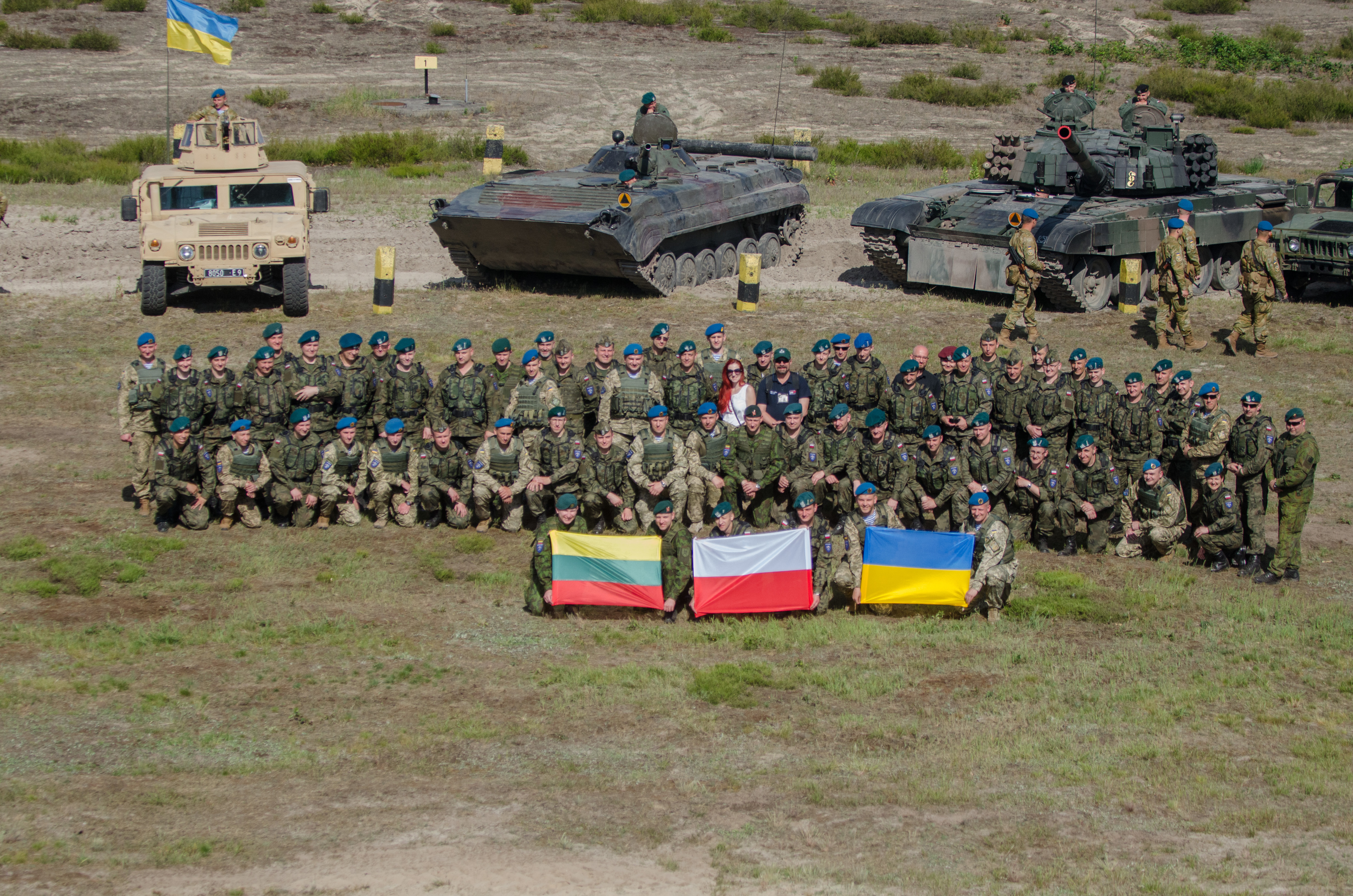
В рамках действий по реализации плана поддержки Украины, принятого в Ньюпорте, был создан LITPOLUKRBRIG

В 2014 году на саммите в Ньюпорте НАТО приняло решение об организации четырёх трастовых фондов для поддержки Украины, обеспечивающих финансирование и консультативную поддержку в таких направлениях: «Командование, управление, связь и компьютеры» (С4); «Логистика и стандартизация»; «Кибероборона»; «Военная карьера»; «Медицинская реабилитация». Кроме того, после саммита в Ньюпорте был создан ещё один фонд, специализирующийся на разминировании.
В 2016 году на саммите в Варшаве был одобрен комплексный пакет помощи Украине, включивший в себя:
- Консультационную поддержку: помощь Украине со стороны резидентов и нерезидентов НАТО и консультантов стран-союзников по широкому кругу вопросов безопасности, в том числе организации и стратегическим реформам[447];
- Военную реформу: включает потенциал и институциональное строительство, повышение квалификации гражданских сотрудников и стратегические коммуникации[447];
- Военное образование: специалисты НАТО сотрудничают с восемью оборонительными институтами, тремя учебными центрами, Дипломатической академией Украины[укр.] с целью повышения квалификации сотрудников и разработки учебных программ, отвечающих западным стандартам[447];
- Противодействие самодельным взрывным устройствам (СВУ) и разминирование: НАТО проводит операции по гуманитарному разминированию и реализует проект по повышению потенциала Украины для противодействия СВУ[447];
- Обезвреживание взрывоопасных предметов: союзники оказывают поддержку Украине в утилизации устаревшего стрелкового оружия, легких вооружений, боеприпасов и противопехотных мин[447].

24 марта генеральный секретарь НАТО Йенс Столтенберг на пресс-конференции по итогам внеочередного саммита глав государств и правительств стран НАТО в Брюсселе заявил, что будет предоставлена «помощь в области кибербезопасности и оборудование для защиты Украины от биологических, химических, радиологических и ядерных угроз», которая будет «включать обнаружение, защиту и медицинские поставки, а также обучение обеззараживанию и управлению кризисными ситуациями».
Российские СМИ неоднократно без предоставления доказательств утверждали, что поставляемые Украине западные вооружения продаются за границу и поступают на черные рынки оружия. По информации Financial Times, страны НАТО и ЕС настаивают на более тщательном отслеживании поставок оружия на Украину, поскольку возникли опасения, что его часть, возможно, попадает в руки криминальных группировок, которые вывозят его из страны и поставляют на чёрный рынок Европы. По словам источника издания, оружие приземляется на юге Польши. Затем на границе оно перераспределяется по транспортным средствам. С этого момента, заявляет источник FT, «мы понятия не имеем, куда оно попадает, где используется и остается ли в стране». В связи с этим несколько стран — членов НАТО обсуждает с Киевом создание системы отслеживания оружия, поставляемого Украине. Расследование ББС установило, что западным оружием в даркнете «торгуют» фальшивые украинцы. Представители США провели многочисленные инспекции поставок американской военной помощи и не выявили свидетельств разворовывания или перепродажи обмундирования или оружия.
12 июля заместитель государственного секретаря США по вопросам контроля над вооружениями и международной безопасности Бонни Дженкинс заявила, что Соединённые Штаты серьёзно относятся к защите американских технологий и выразила уверенность в том, что Украина обеспечивает сохранность поставляемых систем оружия и не допустит их попадания в третьи страны.
16 июля пресс-секретарь Пентагона, отвечая на вопросы журналистов о контроле за поставленным оружием, сообщил, что «Минобороны США очень хорошо знает, как украинцы используют оружие, которое мы им предоставили, и не видели никаких признаков того, что это оружие ушло куда-то ещё, кроме как для борьбы с россиянами»

## Юридический аспект

### ООН
Устав ООН признаёт право стран на самооборону, в том числе на коллективную. В соответствии с уставом ООН государства имеют право помогать жертвам агрессии или налагать санкции на агрессора, не нарушая при этом собственного нейтрального статуса.

### Опасность вовлечения НАТО в конфликт
Наблюдатели отмечают, что масштаб советских и китайских поставок вооружений во Вьетнам превышал все возможные рамки поставок НАТО на Украину. Несмотря на это, США никогда не обвиняли СССР и КНР в участии в войне, в результате чего не возникало опасности ядерной войны.
По мнению Калева Стоическу — эксперта Центра изучения вопросов обороны и международной безопасности, — аналогичная ситуация имеет место на Украине:

Если бы Россия хотела вовлечь НАТО в конфликт, она бы уже сделала это. [Россия] хочет напугать [НАТО], но не вовлекать в конфликт. Они с трудом справляются с Украиной, не говоря уже о НАТО.
Оригинальный текст (англ.)If Russia wanted the conflict to spill over and drag us in, it would have already succeeded in doing that.  They want to frighten us but not get us directly engaged. They can barely manage Ukraine, let alone NATO.

### США
Соединённые Штаты подготовили специальный законопроект Конгресса, согласно которому украинское правительство будет снабжаться материальными средствами аналогично закону о ленд-лизе во время Второй мировой войны.

### Румыния
19 апреля 2022, в ответ на призыв президента Украины предоставить вооружения, Министерство обороны Румынии, ввиду того, что румынское законодательство не позволяет ему передавать оружие из резервов странам, не являющимся членами НАТО, разработало чрезвычайное постановление о возможности внесения поправок в законодательство для оказания военной помощи Украине. Позднее, 20 апреля, министр обороны Василе Дынку заявил, что на текущий момент не может передать вооружения и ожидает соответствующей законодательной базы.

### Италия
10 августа итальянские СМИ сообщили о том, что заместитель прокурора Генуэзского окружного управления по борьбе с мафией и терроризмом Марко Зокко обвинил 19-летнего Кевина Чиаппалоне в том, что он — наемник, состоящий на службе в украинском Интернациональном легионе. За предполагаемое преступление, предусмотренное статьей 3 закона 210/1995, ратифицирующего международную конвенцию ООН против вербовки, использования, финансирования и обучения наемников, ему грозит наказание от двух до семи лет. Согласно полученным данным, Чиаппалоне, сочувствующий ультраправому движению CasaPound, уехал на Украину в мае. На данный момент молодой человек является единственным подозреваемым, но следователи пытаются понять, существует ли сеть вербовщиков.

## Политические последствия
22 июня в самой крупной партии парламента Италии «Движение 5 звёзд» из-за вопроса о поставках оружия Украине произошёл раскол. По сообщения итальянских СМИ, большинство членов партии считает, что поставки оружия на Украину только затягивают конфликт. С этим не был согласен министр иностранных дел Италии Луиджи Ди Майо, который, по мнению Il Post, является одним из самых убеждённых сторонников украинского президента Владимира Зеленского среди европейских политиков. В результате он покинул фракцию. По данным СМИ, вместе с Ди Майо из партии могут уйти ещё 62 парламентария, в том числе 11 сенаторов.
The Washington Post сообщила, что 6 декабря 2022 года основная часть республиканцев поддержала резолюцию члена Палаты представителей от штата Джорджия Марджори Тейлор Грин о проверке военной и экономической помощи США Украине. Резолюция требует, чтобы исполнительная власть передала Конгрессу все документы и сообщения, касающиеся помощи США Украине, не позднее 14 дней после принятия резолюции. Сторонники поддержки Украины среди республиканцев заявили, что могут поддержать эту меру, поскольку речь идет о контроле над миллиардами долларов, утекающими из страны.

## Реакция России
Россия направляла неоднократные официальные дипломатические ноты с обеспокоенностью и возражением против поставок оружия из США на Украину, которые были проигнорированы американской стороной.
5 июня президент России Владимир Путин заявил, что поставка американских РСЗО HIMARS на Украину «ничего не меняет». По его словам, у этой страны и так есть на вооружении аналогичные советские и российские системы с дальностью 40—70 км: «Грады», «Ураганы» «Смерчи». Эти западные поставки, по мнению президента РФ, призваны восполнить уничтоженные в ходе боевых действий. Он заметил, что это касается и беспилотников, которые ПВО России, по его словам, «щелкают как орехи». Президент РФ подчеркнул, что дальнобойность РСЗО зависит от ракет, и если такие дальнобойные ракеты США поставят на Украину, то Россия нанесёт удары «по тем объектам, по которым мы пока не наносим».
17 июля зампред Совета безопасности России Дмитрий Медведев спустя день после того, как украинский чиновник предположил, что Крым может стать целью для ракет HIMARS американского производства, поставленных Киеву, заявил, что любое нападение на регион вызовет реакцию «судного дня»[что?].
11 октября посол России в США Анатолий Антонов заявил, что дальнейшее увеличение помощи Запада Украине повышает риск более масштабной войны. По его словам, подобная помощь, а также предоставление Киеву разведывательных данных, инструкторов и боевых указаний, ведет к дальнейшей эскалации и увеличивает риски столкновения России и НАТО.
27 октября представитель МИД России обвинил США в попытках использования космоса в военных целях и заявил, что в таком случае гражданская космическая инфраструктура может стать законной целью для ответного удара. Использование Западом гражданских спутников для поддержки Украины он назвал «провокационным».
15 ноября 2022 года секретарь Совета безопасности России Николай Патрушев заявил, что поставляемое Западом оружие и иностранные наемники являются приоритетными целями для российских сил, воюющих на Украине.
22 декабря 2022 года президент России Владимир Путин заявил, что поставка США Киеву систем Patriot приведет к затягиванию конфликта на Украине. Глава РФ назвал их достаточно старыми и не работающими так, как российские С-300. Он пообещал иметь в виду то, что противник считает эти комплексы оборонительными и заявил: «Пусть ставят, мы их пощёлкаем».
16 января 2023 года в ответ на вопрос о запланированных поставках британских танков Challenger 2 Дмитрий Песков заявил, что эти танки будут гореть, как и все остальные.
2 февраля 2023 года президент РФ Владимир Путин заявил, что стране есть, чем ответить на поставку немецких танков «Леопард» с «крестами на борту», которыми снова угрожают России. По его словам, современная война будет совсем другой. «Это не закончится применением бронетехники и это должны понимать все», — заявил Путин.
7 февраля министр обороны России Сергей Шойгу заявил, что поставками тяжёлого вооружения Киеву США и их союзники пытаются максимально затянуть конфликт на Украине. Это, а также открытый призыв к захвату российских территорий со стороны упомянутых государств, по словам Шойгу, фактически втягивает НАТО в боевые действия и может привести «к непредсказуемому уровню эскалации».
В ответ на обещания Польши предоставить Украине четыре истребителя МИГ-29 Дмитрий Песков сообщил, что на исход военных действий поставка не повлияет и что все самолёты будут уничтожены.
21 марта 2023 года Владимир Путин в ответ на заявление замминистра обороны Великобритании Анабель Голди о планирующихся поставках на Украину снарядов с обеднённым ураном заявил, что на это России придётся реагировать соответствующим образом, поскольку коллективный Запад начал применять оружие, оснащённое ядерным компонентом.
25 марта Владимир Путин сообщил, что реакцией на поставку 420—440 западных танков на Украину станет производство и модернизация в России более 1600 боевых машин этого класса. Вернувшись к теме снарядов с обеднённым ураном, которые Великобритания собирается направить Киеву, он заметил, что в РФ сотни тысяч таких снарядов и она их пока не применяет.
Специально для противодействия бронетехнике НАТО, поставленной на Украину из западных стран, Минобороны РФ начало на национальном уровне обучение специализированных групп истребителей танков. Директиву о создании таких подразделений отдал замминистра обороны Юнус-Бек Евкуров. Российские военные специалисты тщательно изучили все типы танков (в том числе M1 Abrams, Leopard, Challenger и Leclerc, которые Киев получил от своих западных союзников) и создали инструкции по их уничтожению. Специалистов по уничтожения танков готовят опытные инструкторы, принимавшие участие в многочисленных боевых действиях, в том числе и с ВСУ.
22 апреля 2024 года представитель президента РФ Дмитрий Песков на фоне новостей об одобрении Конгрессом США нового пакета военной помощи Украине на 60 млрд долларов заявил, что это никак не изменит ситуацию на линии фронта, где Россия имеет преимущество, но приведет к новым жертвам с украинской стороны.

### Вознаграждение за уничтоженную технику
В январе 2023 года Reuters сообщило намерении российской компании «Форес» выплатить 5 млн рублей военнослужащим ВС РФ, которые первыми уничтожат или захватят танк Leopard 2 или Abrams. За сбитые самолёты F-15 и F-16 компания пообещала награду в 15 млн рублей. Глава Забайкальского края Александр Осипов назначил премии за захват и уничтожение западных танков от трёх до одного миллиона рублей соответственно. Актёр Иван Охлобыстин озвучил награду за каждый подбитый на Украине Abrams от «представителей крупного российского бизнеса» в 10 млн рублей.
Согласно памятке, выдаваемой заключившим контракт с МО РФ в 2022, вознаграждение за уничтоженную технику ВСУ составляет: за уничтоженный самолёт — 300 тысяч рублей; за уничтоженный вертолёт — 200 тысяч рублей; за уничтоженный БЛА — 50 тысяч рублей; за уничтоженный танк — 100 тысяч рублей; за уничтожение БПМ, БМД, БТР, МТЛБ, САУ, С-300, «Бук», «Тор», «Оса», боевой машины РСЗО — 50 тысяч рублей.

## Критика
Газета The Guardian связывает недостаточность оказываемой военной поддержки в первые месяцы вторжения с представлением о том, что провокация в адрес России приведет к катастрофическим последствиям, и называет это ключевой победой Москвы[что?]. Комментируя заявления о военной помощи Украине, сделанные G7, журналист отмечает, что ключевой проблемой для этой страны была «попытка убедить своих международных союзников подкрепить слова делом».
New York Times привёл оценки экспертов[когда?], по мнению которых, присутствие американских добровольцев может привести к трагическому происшествию, которое втянет Соединённые Штаты в эскалацию в стиле Вьетнама. Россия ранее заявляла, что будет относиться к бойцам-добровольцам как к наемникам и что в случае захвата их может ожидать смертная казнь. Официальные лица США предостерегают американцев от участия в конфликте. По приведенным словам американских инструкторов, действующих в рамках некоммерческой организации, официальные лица считают их персонами «нон грата» и отказываются от контактов с ними. США отозвали с Украины 150 военных инструкторов ещё до начала войны. Для координации потоков оружия внутри Украины используются специалисты из других стран НАТО.
Премьер-министр Венгрии Виктор Орбан раскритиковал военную поддержку Украины, увязав поставки ракет большой дальности с ужесточением позиции России. По мнению политика, задача ЕС заключается в том, чтобы не принимать сторону в конфликте, а занимать взвешенную позицию, чтобы помочь в переговорах. Он заявил, что Запад должен прекратить вооружать Украину и вместо этого работать над мирным урегулированием.
Телекомпания CBS News в фильме «Вооружая Украину» со ссылкой на некоммерческую организацию Blue-Yellow, занимающуюся поставками помощи на Украину, сообщила, что якобы лишь около 30 % передаваемых вооружений оказывается на фронте. Факторами, негативно влияющими на поставки, названы постоянно меняющаяся линия фронта и добровольческий характер значительной части вооруженных сил Украины. Донателла Ровера, старший кризисный советник Amnesty International, призвала к созданию механизмов надзора за поставляемыми вооружениями и указала на примеры захвата американских вооружений представителями ИГИЛ и движения Талибан в Ираке и Афганистане. По результатам анонса фильма критические замечания относительно вооруженной помощи Украине высказали представители Республиканской партии, ранее выступавшие против помощи: Лорен Бойберт назвала помощь «мусором», а Марджори Тейлор Грин указала, что информация, изложенная в фильме, стала одной из причин её голоса «против». Позже CBS удалила свой документальный фильм. Телекомпания заявила, что обновит изложенную в фильме информацию и покажет его позже. Министр иностранных дел Украины заявил, что удаления фильма не достаточно, и потребовал проведения независимого расследования, обвинив журналистов в подрыве доверия к «поставкам жизненно важной военной помощи нации, которая сопротивляется агрессии и геноциду». Цитата про «лишь около 30 % передаваемых вооружений оказывается на фронте» относилась к оценке эффективности усилий по оказанию помощи в то время. "Ни в коем случае не предполагается, что поддержка «продается на чёрном рынке» или «крадется». «На данный момент, почти через шесть месяцев после начала войны, ситуация с поддержкой значительно улучшилась». В статью на сайте CBS был добавлен комментарий редактора, в котором сообщалось, что, по словам Йонаса Омана, «доставка значительно улучшилась после съемок в конце апреля». Со ссылкой на украинских официальных лиц сообщалось, что в августе 2022 года в Киев для контроля и мониторинга вооружений прибыл атташе по вопросам обороны США бригадный генерал Гаррик М. Хармон.
В материале CNBC доцент и старший военный научный сотрудник Университета национальной обороны США Дэйв Рош выразил особую обеспокоенность тем, что без дальнейшего налаживания нового производства у американцев не будет возможности «помогать украинцам». В качестве примера были приведены снаряды к 155-миллиметровой гаубице. Их производство в США составляет около 30 000 выстрелов в год. Украина такое количество расходует за две недели. Военные аналитики указывают на коренную проблему: западные страны производили оружие в гораздо меньших объёмах в мирное время, а правительства предпочитали производить дорогие вооружения только по мере необходимости. Некоторое оружие, запасы которого заканчиваются, больше не производится. У США фактически закончились 155-мм гаубицы для Украины; чтобы отправить больше, пришлось бы использовать свои собственные запасы, зарезервированные для военных подразделений, которые используют их для обучения и боевой готовности. Но это недопустимо для Пентагона, говорят военные аналитики. «И это проблема для украинцев. — заявил Де Рош, — потому что в этой войне дальность действия имеет решающее значение. Это артиллерийская война». «Есть ряд систем, по которым Министерство обороны достигло такого уровня, когда оно не желает предоставлять Украине большее количество», — сказал Марк Канчиан, бывший полковник Корпуса морской пехоты США и старший советник Центра стратегических и международных исследований. На производство новых «Джавелинов», пишет CNBC, которых Пентагон заказал на сотни миллионов долларов, требуется время — многочисленные поставщики не могут достаточно ускориться. По словам Канциана, США может потребоваться от одного до четырёх лет, чтобы увеличить общий объём производства вооружений.
По данным СМИ, военные поставки на Украину истощили и без того небольшие запасы вооружений стран НАТО. Некоторые союзники отправили все своё резервное вооружение советских времен и теперь ждут его замены со стороны США. По данным Кильского института, Норвегия отправила на Украину 45 % своих гаубиц, Словакия — 40 % танков, Чехия — 33 % реактивных систем залпового огня. Стоимость поставок Эстонии составили около трети её оборонного бюджета. По информации исследовательской группы Центра Стимсона, запасы противотанковых Javelin в самих США сократились на треть, а ракет Stinger — на 25 %. Резервы же гаубиц М777 не пополняются вообще, поскольку этот вид вооружения уже больше не производится. В общей сложности с февраля по октябрь США выделили Украине оружия и оборудования на сумму более 17,5 миллиарда долларов, что вызвало у некоторых членов Конгресса вопросы относительно безопасности своей страны. Некоторым европейским странам может быть трудно быстро пополнить запасы, у них больше нет сильного оборонного сектора, и многие полагаются на американскую оборонную промышленность, которая вытеснила некоторых иностранных конкурентов. Теперь они столкнулись с дилеммой: продолжать отправлять свои запасы оружия на Украину, чем потенциально повышают свою уязвимость перед российским нападением, или сохранить то, что осталось, для защиты своего государства.
7 ноября 2022 года десятки тысяч итальянцев прошли маршем через Рим, призывая к прекращению поставок оружия на Украину, подчеркивая сопротивление, с которым новое правительство Джорджии Мелони может столкнуться при оказании дальнейшей военной поддержки Киеву. Лидер партии «Пяти звезд» Джузеппе Конте, поддержавший марш мира в Риме, также предостерег от дальнейших поставок оружия Киеву. «Украина теперь во всеоружии — нам нужен поворот в направлении к прекращению огня и мирным переговорам», — заявил журналистам Конте, объяснив, что стратегия действующего правительства ведет только к эскалации.
В середине ноября CNN сообщило, что у США заканчиваются некоторые высокотехнологичные системы вооружений и боеприпасы, которые можно передать Киеву. Способность промышленной базы США удовлетворять спрос является одной из ключевых проблем, стоящих перед администрацией Байдена. По словам источников CNN, среди систем вооружений, которые вызывают особую обеспокоенность — 155-мм артиллерийские боеприпасы, ПЗРК Stinger, ракеты HARM, ракеты класса «земля-земля» GMLRS и переносные противотанковые комплексы Javelin.
27 ноября The Washington Post сообщило, что Республиканская партия планирует настаивать на более жестком надзоре за масштабной военной помощью, которую США оказывает Украине. Член Палаты представителей от штата Джорджия Марджори Тейлор Грин заявила о планах привлечь правительство США к ответственности за финансирование Украины. Было отмечено, что ужесточение контроля может начаться уже в 2022 году, в ежегодном законопроекте об обороне ужесточены меры контроля и заявлено создание целевой группы для разработки и внедрения расширенных мер отслеживания.
Социологические опросы, проведённые в США, показали, что уровень поддержки бессрочной помощи Украине падает. 47 % американцев высказались за то, что Вашингтон должен убедить Украину подписать мирное соглашение.
В середине декабря The Wall Street Journal сообщило о том, что «Арсенал демократии», как раньше называли США за их способность производить достаточно оружия не только для себя, но и для своих союзников, — в опасности. Поставки тысяч ракет большой дальности и миллионов снарядов из собственных запасов Пентагона на Украину общей суммой в 19 млрд долларов опустошили склады американской армии и ослабили её готовность к войне. Издание сообщило, что США нужно срочно менять производственные мощности, если они хотят конкурировать с Россией и Китаем. В любом случае Соединённым Штатам понадобятся годы, чтобы восполнить запасы Javelin, Stinger и дальнобойных ракет. Результаты массового производства новых ракет, запущенного весной, по мнению издания, не будут заметны минимум до конца 2023 года.
Financial Times сообщило о том, что Киеву было предоставлено оружие в общей сложности на 38 млрд долларов. При этом склады многих государств уже пусты. Например, Дания отдала все гаубицы «Цезарь», Эстония — 155-мм орудия. Европейские заводы, вместе взятые, не в состоянии производить столько боеприпасов, сколько Украина расходует за неделю. При этом сроки поставок некоторых из них выросли вдвое. Закончились запасы старой советской техники, которой умели пользоваться украинские военные. Объявленных поставок новых видов бронетехники приходится ждать месяцами. По мнению старшего научного сотрудника Carnegie Europe Джуди Демпси, европейцы полностью поддерживают украинцев, но этого недостаточно — Киеву не хватает всего. Ситуацию, про мнению официальных источников, могут изменить крупные долгосрочные оружейные контракты с предприятиями оборонной отрасли, с обязательствами продолжать закупки вооружений и после возвращения мира на Украину. Глава НАТО Столтенберг предложил, чтобы военные заводы начали работать и по выходным. Но проблема здесь, по мнению FT, заключается в том, что российская экономика перешла на военные рельсы минимум год назад, а европейская — только набирает обороты.
Центр стратегических и международных исследований (CSIS) провёл исследование, которое показало, что для восстановления запасов Javelin и Stinger, а также другого вооружения, поставленного на Украину, потребуется не менее 5 лет. Другое исследование, проведённое исследовательским центром из Вашингтона, показало, что для восполнения запасов беспилотников, ракет и самолётов, переданных союзникам США, потребуется 15 лет в режиме мирного времени и 8 — в режиме военного, что свидетельствует о низких темпах производства.
New York Times опубликовал результаты исследования, в рамках которого проводился анализ документов различных добровольческих групп, опрошены бойцы, сборщики средств и жертвователи, а также взяты комментарии американских и украинских официальных лиц. Среди бойцов часто встречаются люди с проблемным прошлым, в том числе с искажённым или сфабрикованным военным послужным списком. Приводились примеры воровства и нецелевого расходования средств. В частности, группа «Мрия Эйд», возглавляемая действующим канадским подполковником, должна была потратить около 100 тысяч долларов из пожертвований на высокотехнологичные приборы ночного видения американского образца, а согласно внутренним документам, вместо них были приобретены менее эффективные китайские модели.
4 июня 2023 года издание Le Soir сообщило о намерениях правительства Бельгии потребовать от властей Украины разъяснений в связи с применением «Русским добровольческим корпусом» и легионом «Свобода России», некоторые участники которых были связаны с неонацистскими группировками, оружия, оправленного Киеву в рамках военной помощи. В частности, упоминались бельгийские винтовки FN SCAR. Позже эту информацию подтвердил премьер-министр страны Александр Де Кроо, заявивший, что согласно четким правилам — оружие, поставляемое Киеву, предназначено для оборонительных целей на украинской территории.
По информации, опубликованной в отчёте Кильского института экономики, в период с августа по декабрь 2023 году иностранная военная помощь Украине упала на 90 % по сравнению с аналогичным периодом 2022 года.

### Комментарии
1. ↑  Продукты Palantir и других разработчиков прикладного ПО поставляются на Украину по частным каналам, миную бюрократию Пентагона, что заметно сокращает цикл разработки и внедрения. Это явление получило название «артиллерийский Uber» (англ. Uber for artillery)[497].
2. ↑  К концу войны в 1975 году Вьетнам получил из СССР и КНР более 500 самолетов, включая 180 истребителей, 2,5 тыс. танков и десятки тысяч артиллерийских орудий. Советские советники нередко входили в состав расчетов систем ПВО, защищавших Ханой[514].